# Tazones
Tazones est une des 41 paroisses civiles ainsi qu'un village de la commune de Villaviciosa, dans les Asturies (Espagne). La paroisse a une superficie de 3,51 km2 et compte 300 habitants en 2006.

## Localités
La paroisse de Tazones comprend 5 localités :
- La Atalaya (en asturien L'Atalaya) : 56 habitants ;
- Las Mestas (en asturien Les Mestes) : 5 habitants ;
- San Miguel (en asturien Samiguel) : 126 habitants ;
- San Roque : 69 habitants ;
- Villar : 44 habitants.

## Géographie

### Situation

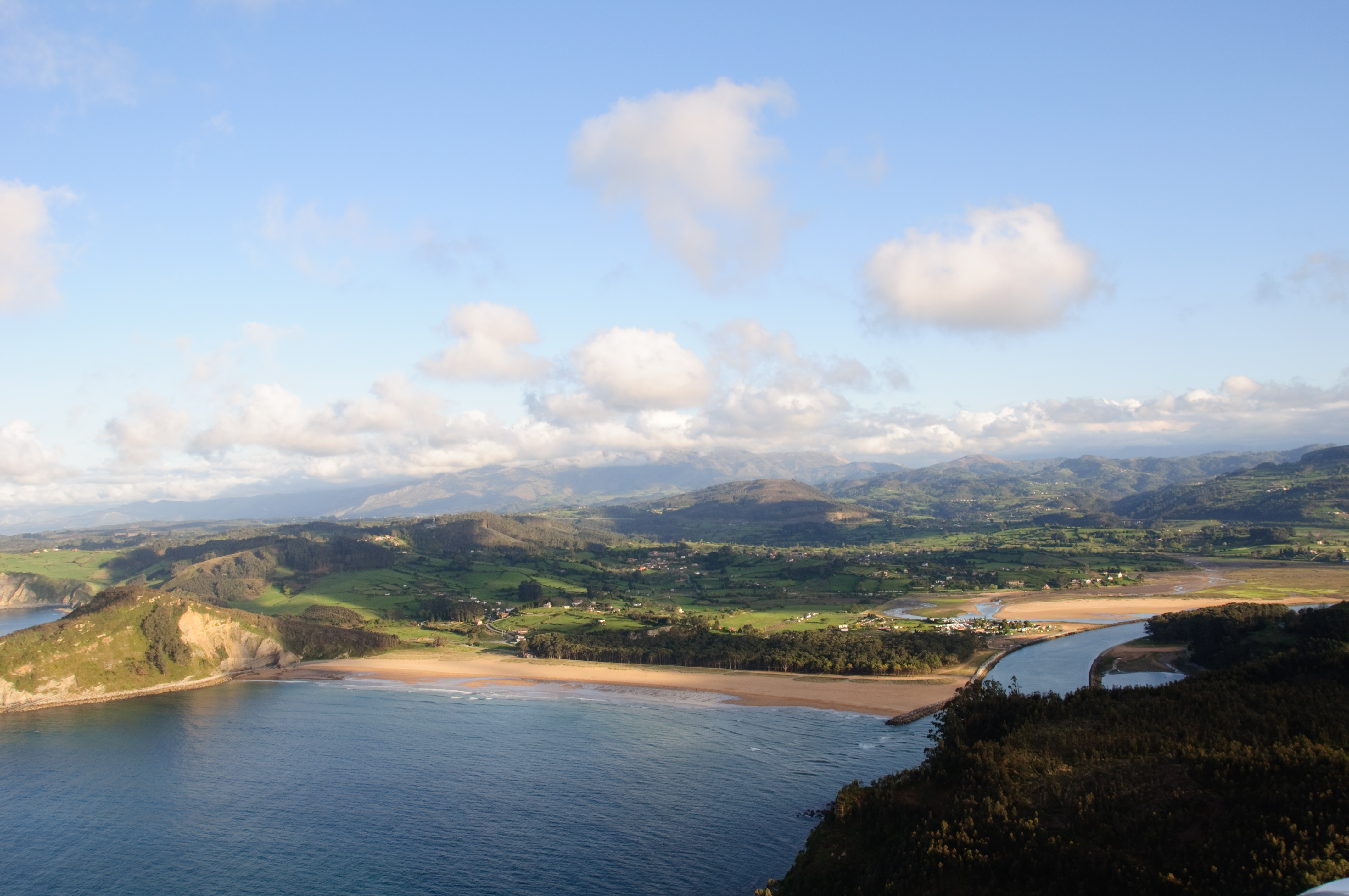
Plage de Selorio et entrée de la Ría de Villaviciosa

La localité de Tazones se situe sur la côte de la commune de Villaviciosa, à l'embouchure de la ría de Villaviciosa (es). L’accès principal se fait en longeant la côte depuis Villaviciosa le long de la ría, par la route locale VV-5.
Tazones est située à 11 kilomètres au nord de Villaviciosa, à 48 kilomètres à l’ouest de Ribadesella, à 29 kilomètres à l’est de Gijón et à une centaine de kilomètres des Pics d'Europe.
La localité de Villar se trouve sur le plateau dominant Tazones par l'ouest et donne accès au phare de Tazones.

## Histoire

### Jurassique
Un large secteur de la côte cantabrique asturienne situé entre Gijón et Ribadesella, appelé La Costa de los Dinosaurios, offre de nombreux gisements de traces de dinosaures formées entre 152 millions et 70 millions d'années. Les traces se trouvent dans des sols meubles qui étaient à l'époque constitués de boue et de sable, qui se sont trouvés enterrés et fossilisées à de grandes profondeurs, permettant ainsi une très bonne conservation des empreintes.
Dans le pierrier de la plage de Tazones, du côté oriental (à droite en regardant la mer), à 120 mètres de la rampe et du panneau explicatif situé à l’entrée de la plage de sable, à la surface d’une strate grise inclinée à 45° de la « formation Tereñes » (couche géologique de la côte asturienne datant de 130 à 110 millions d’années, d'après le nom de la localité de Tereñes (es)) accessible à marée basse, se trouvent plusieurs ichnites (empreintes de pieds fossilisées) tridactyles de dinosaures théropodes bipèdes orientées dans plusieurs directions, certaines d’entre elles formant une piste.
Quelques mètres plus loin, on peut observer un bloc de sable fossilisé détaché marqué de diverses empreintes tridactyles de théropodes, ainsi que d'autres empreintes ovales de dinosaures quadrupèdes.
480 mètres plus loin dans la même direction, dans la « formation Vega » d’origine fluviale (couche géologique de la côte asturienne datant de 150 à 130 millions d’années, d'après le nom de la localité Vega) apparaît une autre trace tridactyle de dinosaure en plus de l’immense ichnite qui appartient à la trace de la main d’un sauropode.

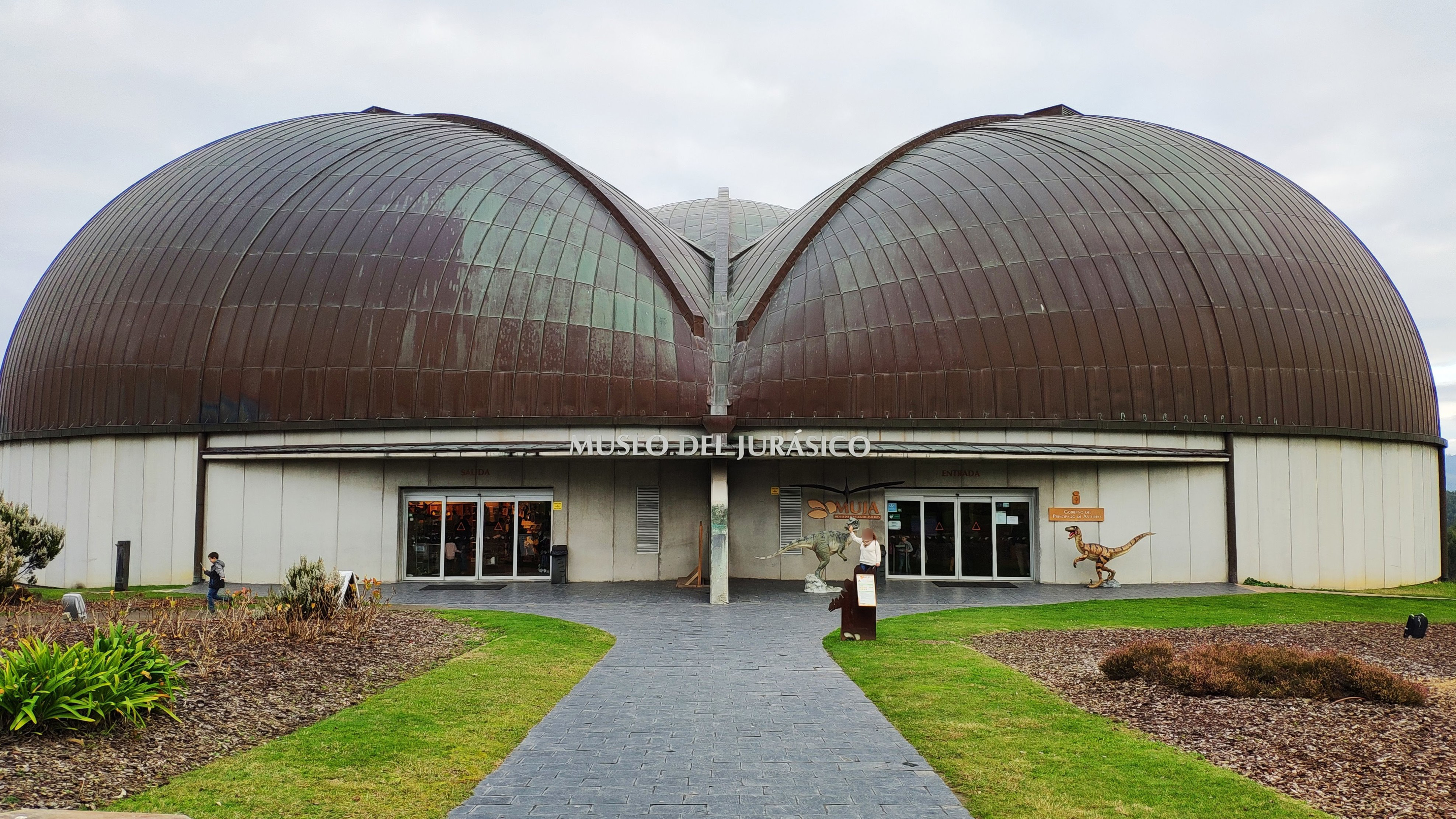
Musée du Jurassique des Asturies (MUJA)

De plus, en partant du côté gauche de la route du phare de Tazones, dans une falaise dont l’accès est signalisé, se trouvent d’autres traces tridactyles de dinosaures bipèdes et quadrupèdes, ainsi qu’une trace de queue de dinosaure traînée.
Les traces de dinosaures de la côte asturienne sont exposées au Musée du Jurassique des Asturies (es) (MUJA) situé entre Colunga et Lastres, à 33 km de Tazones.

### XVIesiècle: port baleinier et de commerce

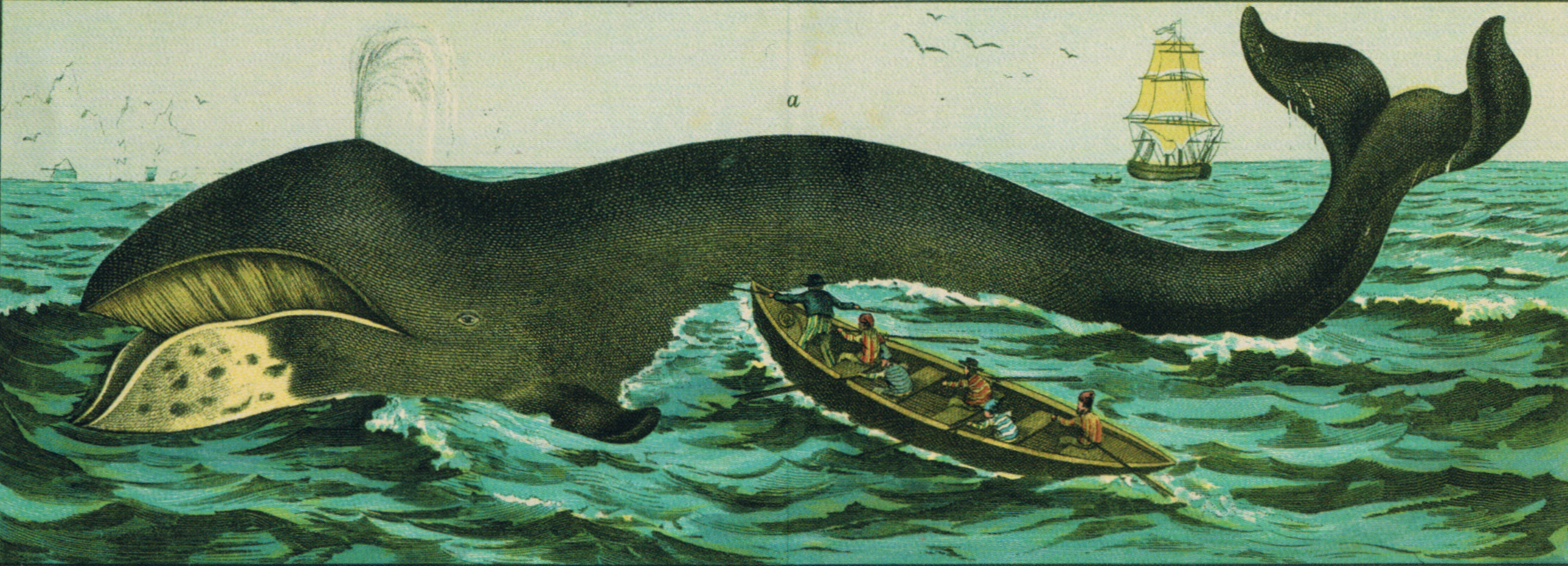
Chasse à la baleine, 1870

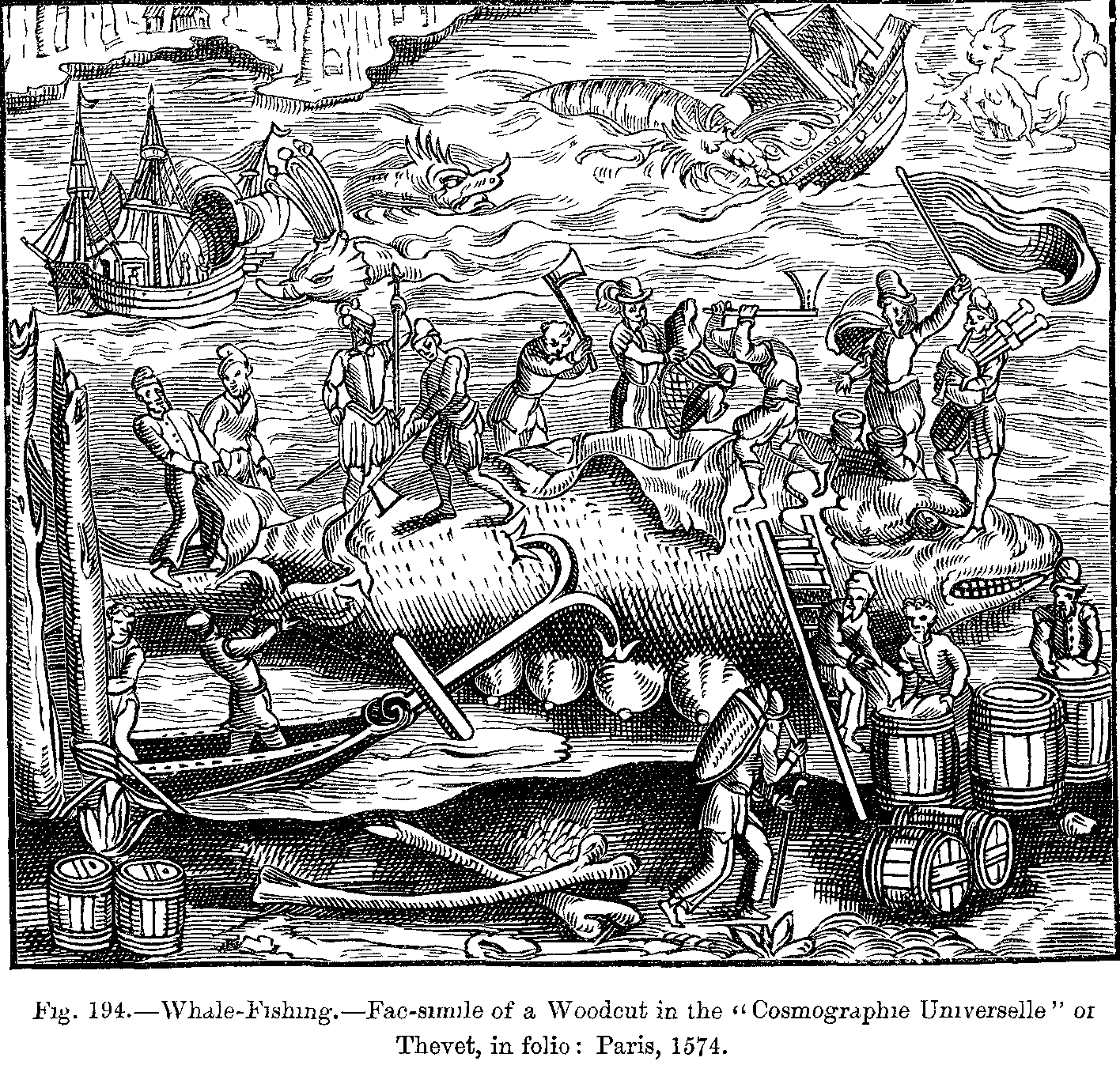
Pêche à la baleine, Cosmologie Universelle de Thevet, 1574

Tazones était au XVIe siècle et au XVIIe siècle un important port baleinier, un des nombreux ports de la Côte Cantabrique dédiés à la chasse à la baleine, convertie en un commerce prospère. Selon Luis Laria, directeur de la CEPESMA (Coordination pour l'Étude et la Protection des Espèces Marines), ce commerce existait déjà au XIVe siècle. Cependant, on ne conserve que peu de références de cette partie de l'histoire de Tazones. Gonzalo Álvarez Sierra dans son livre Villaviciosa, en imagen, se fait écho des paroles de Caveda dans lesquelles celui-ci indiquait que vers 1550, Tazones était « un petit port florissant avec une activité baleinière ».
Au XVIe siècle, tout le commerce de Villaviciosa et de sa commune passait par Tazones, où arrivaient de nombreuses embarcations, non seulement du royaume d'Espagne, mais également de l'étranger. En effet, on faisait déjà de longs voyages vers la Galice, le Pays basque, l'Andalousie, la France, la Hollande, l'Angleterre, comme le montrent les archives de la mairie de Villaviciosa. Les principaux produits alors commercialisés étaient le lin, le chanvre, la cire, l'huile, la poix, le textile, la toile, ainsi que les produits de la pêche, notamment de la baleine.

### XVIesiècle: Charles Quint

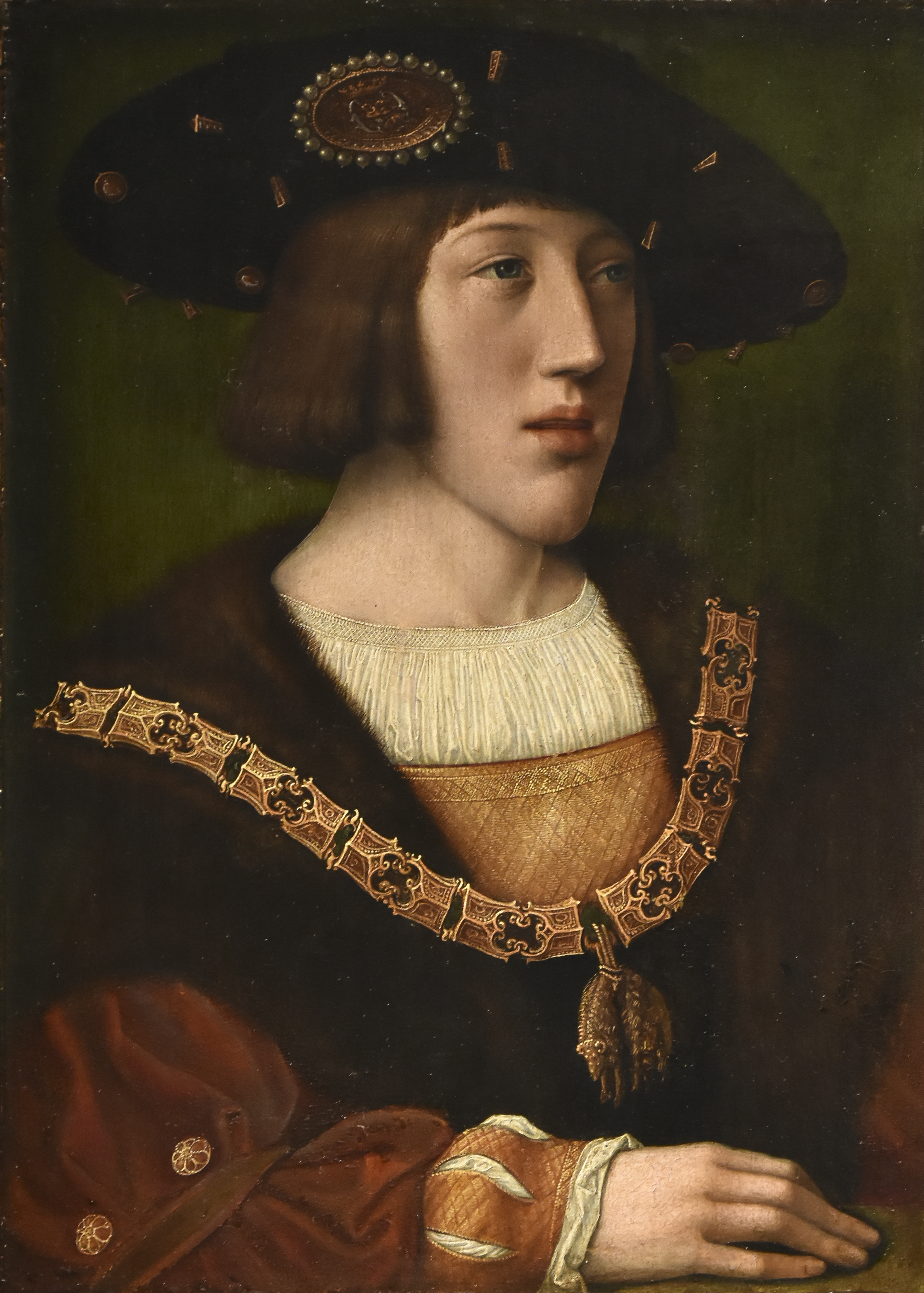
Portrait de Charles Quint adolescent par Bernard van Orley (vers 1516).

À la mort de son grand-père Ferdinand II d'Aragon — dit Ferdinand le Catholique — le 23 janvier 1516, Charles de Habsbourg devient roi des Espagnes sous le nom de Charles Ier d'Espagne, conjointement à sa mère Jeanne Ire de Castille, dite Jeanne la Folle (avant de devenir l'empereur Charles Quint en 1520). Ayant vécu toute sa jeunesse en Flandre, il part en Espagne, alors âgé de 17 ans, pour recueillir son héritage royal castillan et aragonais. On suppose que Tazones fut, le 18 septembre 1517, le lieu où débarqua le jeune roi — escorté par les escouades combinées de Hollande, de Zélande et d'Espagne, quarante grands bateaux au total — qui y foula la terre espagnole pour la première fois, avant de rejoindre Valladolid où il prêta serment le 9 février 1518.
Le débarquement est célébré chaque année depuis 1981 pendant les fêtes locales de San Roque qui ont lieu au milieu du mois d'août. Les 26 et 27 août 2017 a été célébré le 500e anniversaire du premier voyage de Charles Quint en Espagne à Tazones et Villaviciosa, avec une reconstitution du débarquement, un défilé du roi Charles Quint dans les rues de Tazones, des représentations militaires, des joutes, des spectacles de fauconnerie, des bals de musique traditionnelle, un marché d'époque, un théâtre d'époque et des visites guidées théâtralisées. Cette festivité, la 37e du genre en 2017, a été déclarée Fête d'Intérêt Touristique de la Principauté des Asturies (es).

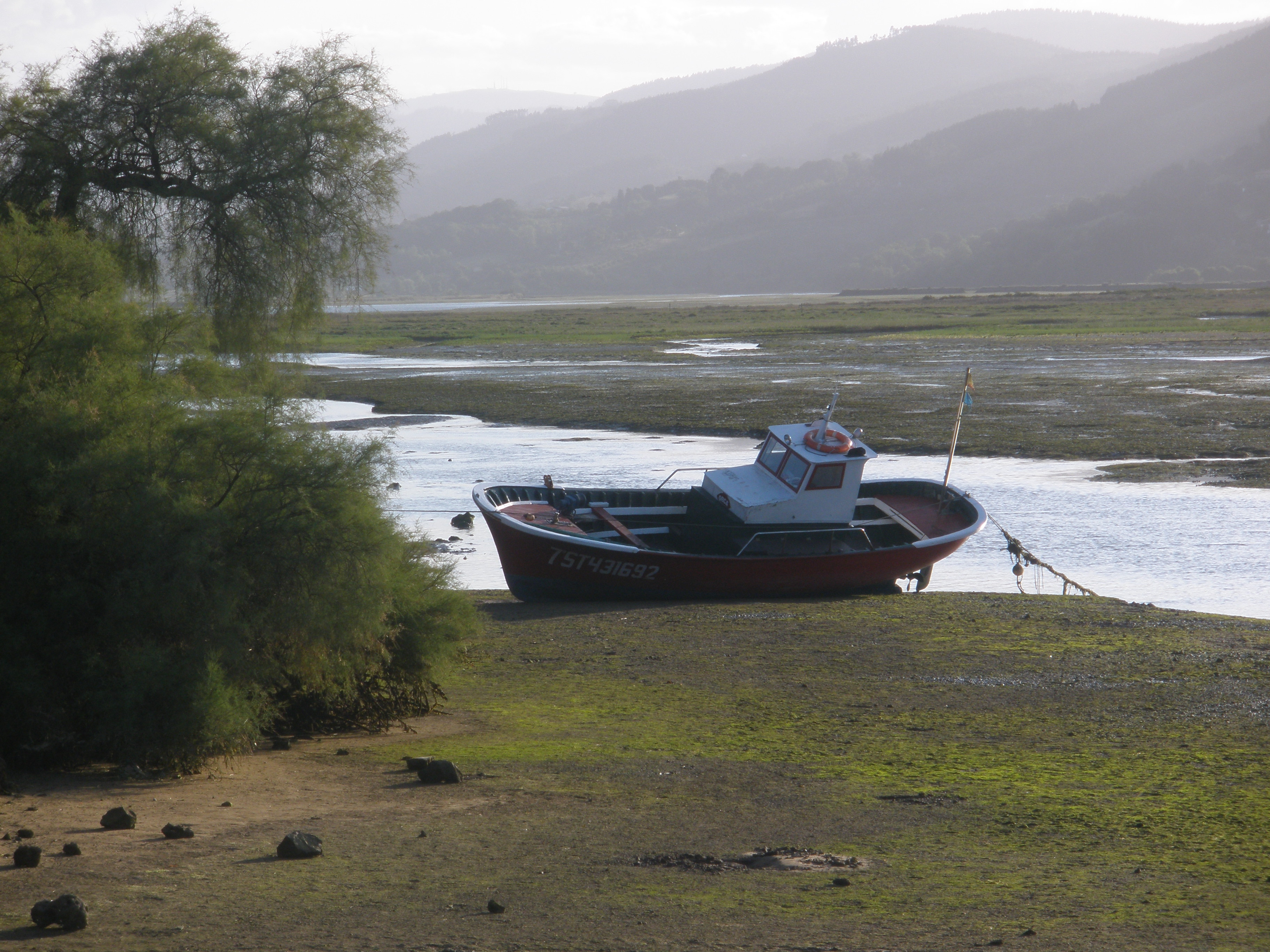
Ría de Villaviciosa par laquelle Charles Quint est remonté en barque pour atteindre Villaviciosa.

Il existe toutefois une controverse sur le lieu exact du débarquement de Charles Quint, soit à Tazones, soit à Villaviciosa, raison pour laquelle l'événement est commémoré dans les deux villes, conjointement et officiellement deux jours consécutifs. Un serviteur flamand de Charles Quint nommé Laurent Vital a toutefois déclaré dans un livre appelé Le premier Voyage de Charles-Quint en Espagne, de 1517 à 1518 que Charles Quint refusa de passer la nuit à Tazones. « Et malgré le fait qu'à un quart de lieue, il y avait un village et un port appelé Tazones, ils ne s'y rendirent pas à cause du fait que c'était un lieu trop malsain pour y loger tant de gens importants et parce qu’à deux lieues de là, il y avait une bonne petite ville où ils seraient beaucoup mieux logés ». Vital relate dans son livre qu'on emmena le roi dans une petite barque, en remontant la rivière (la ría de Villaviviosa) pendant deux lieues jusqu'à Villaviciosa.
Las Rutas del Emperador Carlos V ont été déclarées Itinerario Cultural Europeo par le Conseil de l’Europe.

## Patrimoine architectural

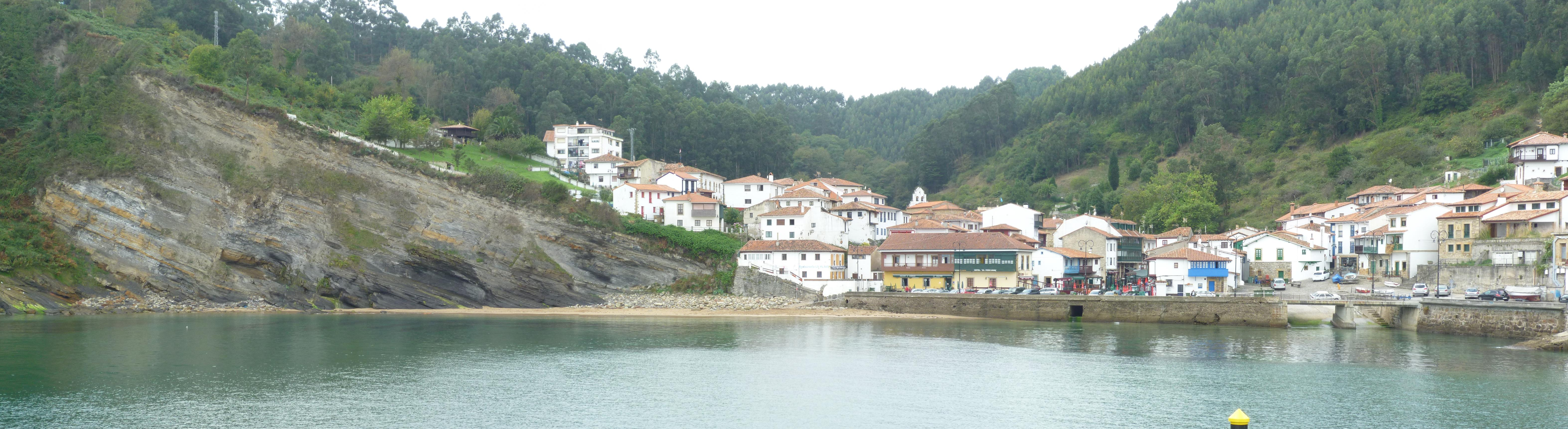
Panoramique du port de Tazones

### Ensemble historique

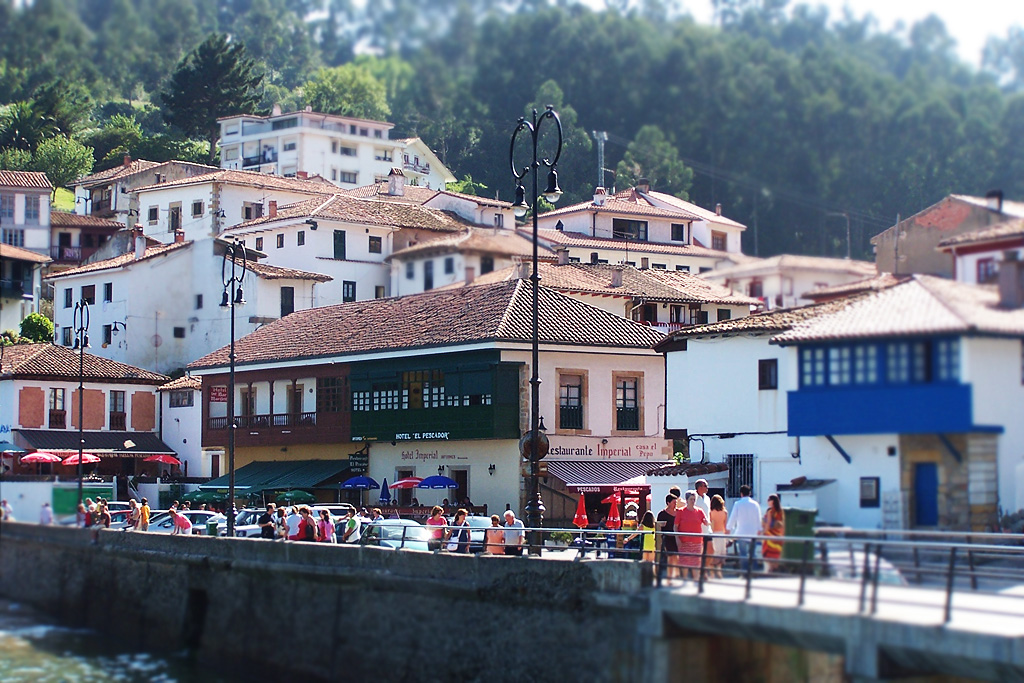
Tazones - Maisons du port

La localité de Tazones comprend deux quartiers contigus, San Miguel au sud (à gauche sur la photo panoramique) et San Roque au nord (à droite sur la photo), séparés par la route locale qui relie le village à Villaviciosa, capitale du concejo (commune asturienne). La limite de l’ensemble historique de Tazones occupe la zone comprise entre la ligne de la côte, depuis la Pointe de la Mesnada jusqu’à la Pointe de Tazones et les lignes de crête des montagnes de La Atalaya et de Villar, jusqu’au carrefour de la route de Tazones et de Gijón-Villaviciosa. Dans cette zone se trouve le Castro del Picu Catalin.
Les maisons du village, d'un ou deux niveaux, sont étagées sur les pentes des collines, les rues perpendiculaires à l’axe unique principal étant étroites, piétonnières et en très forte pente. La plupart des maisons sont peintes en blanc et en couleurs très vives, ce qui donne au village le même aspect coloré et pentu que le port de pêche de Cudillero, autre village côtier des Asturies situé à 76 kilomètres plus à l'ouest, au-delà de Gijón — bien que la taille de Tazones soit nettement plus modeste —.
L'ensemble historique de Tazones (Conjunto Histórico de Tazones (es)) formé par les quartiers de San Miguel et San Roque a été déclaré Bien d'intérêt culturel le 17 juin 1991 par le Gouvernement de la Principauté des Asturies,.

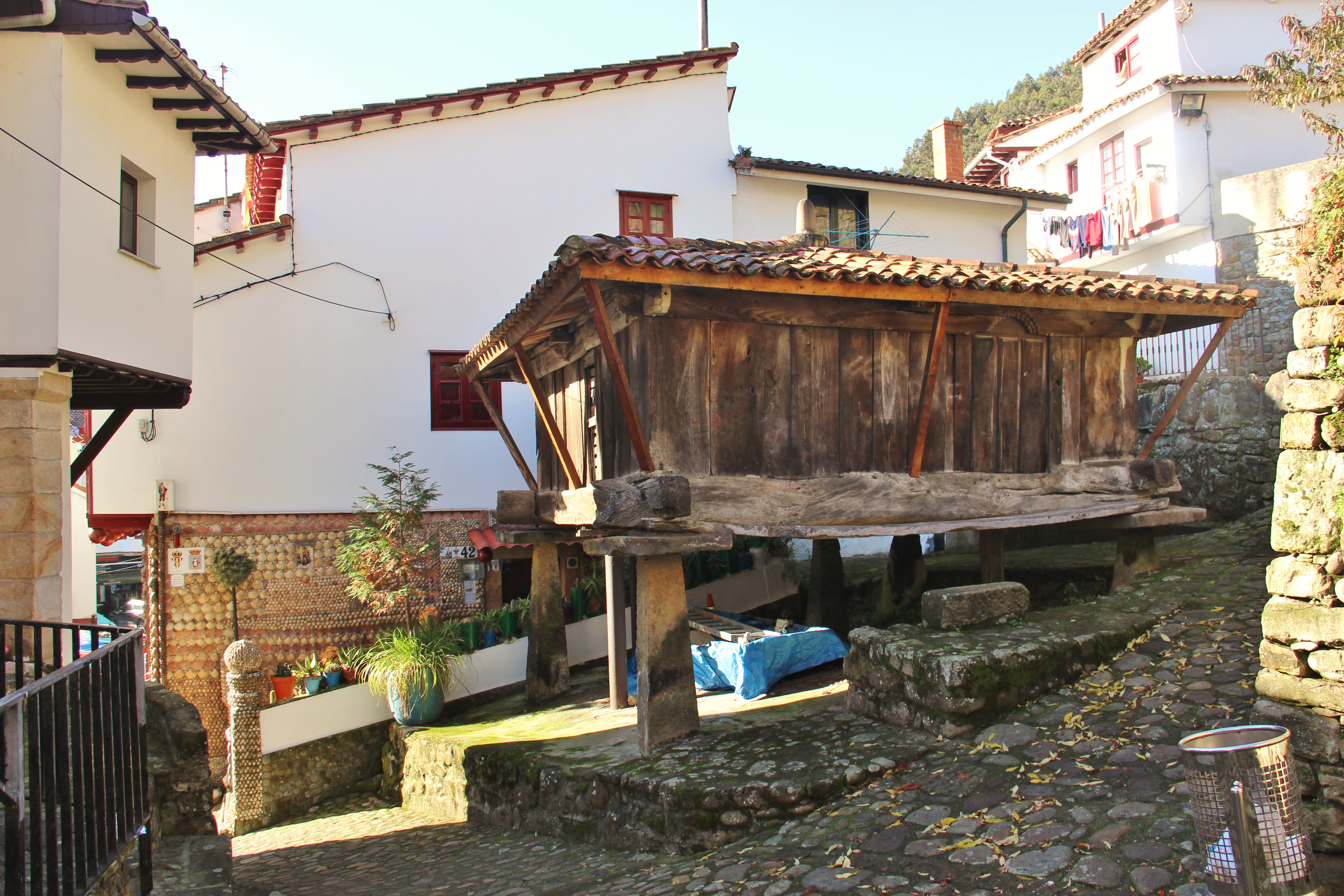
Tazones - Hórreo (grenier à grain)
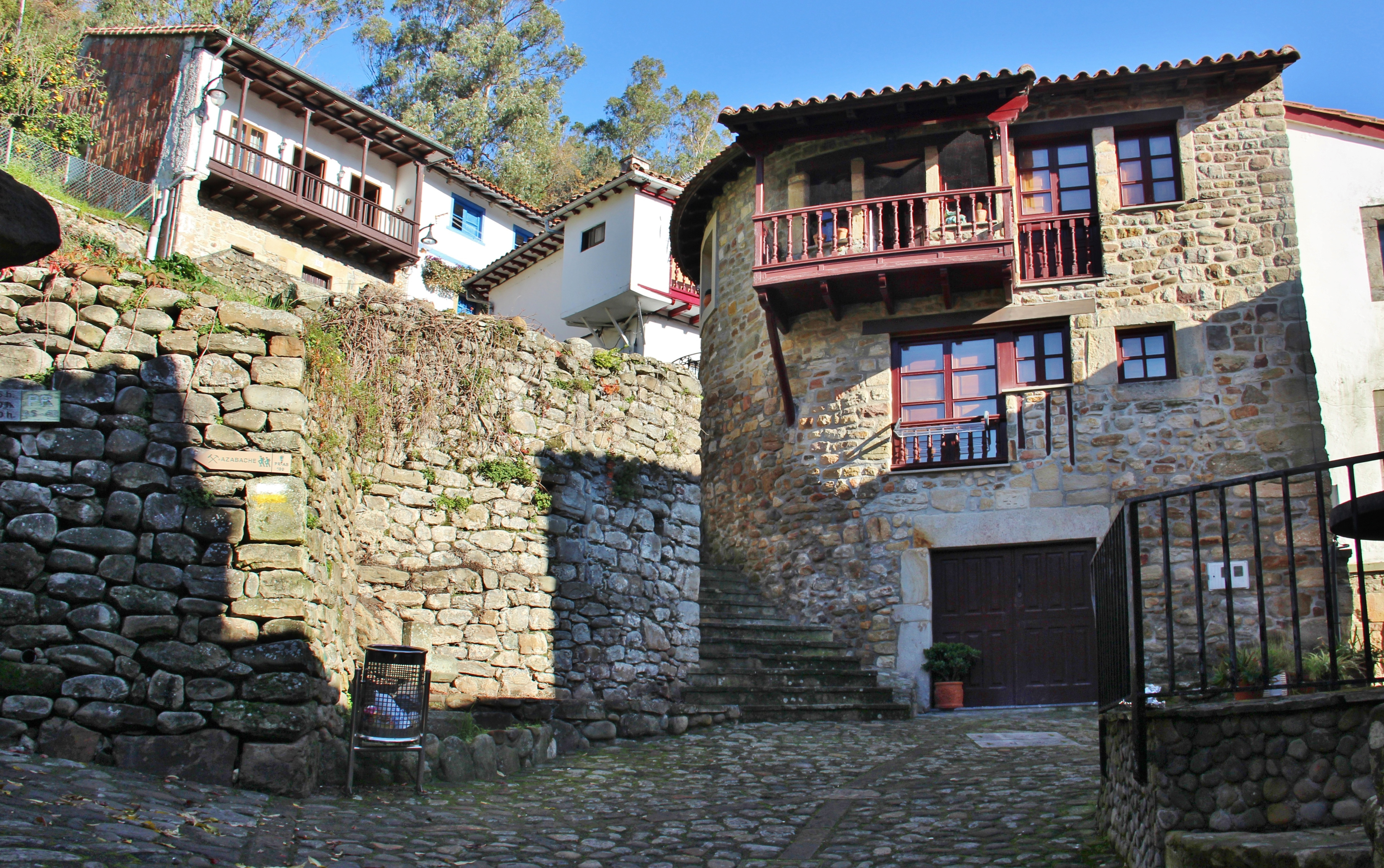
Tazones - Maisons étagées de San Roque
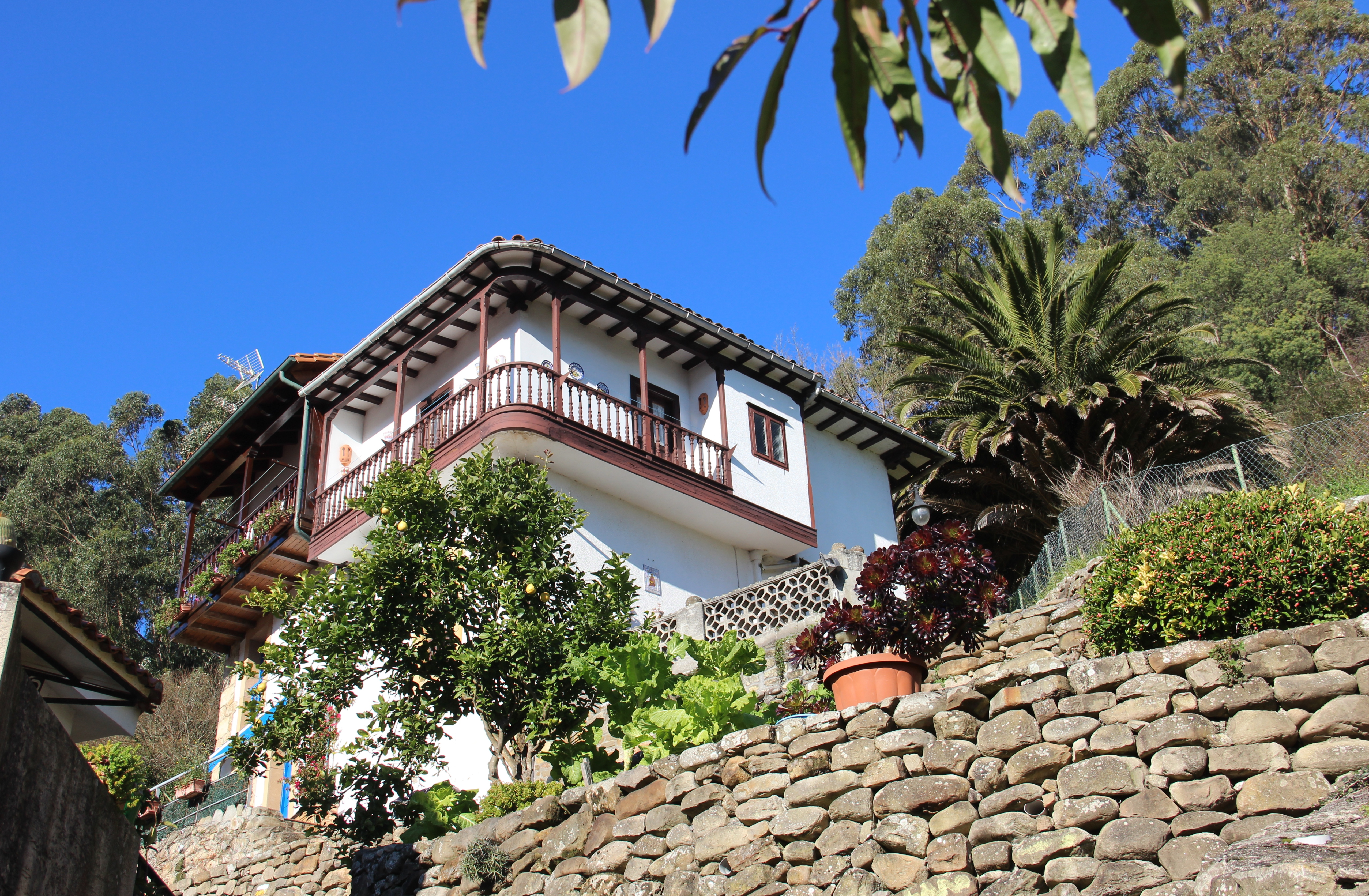
Tazones - Rues étagées

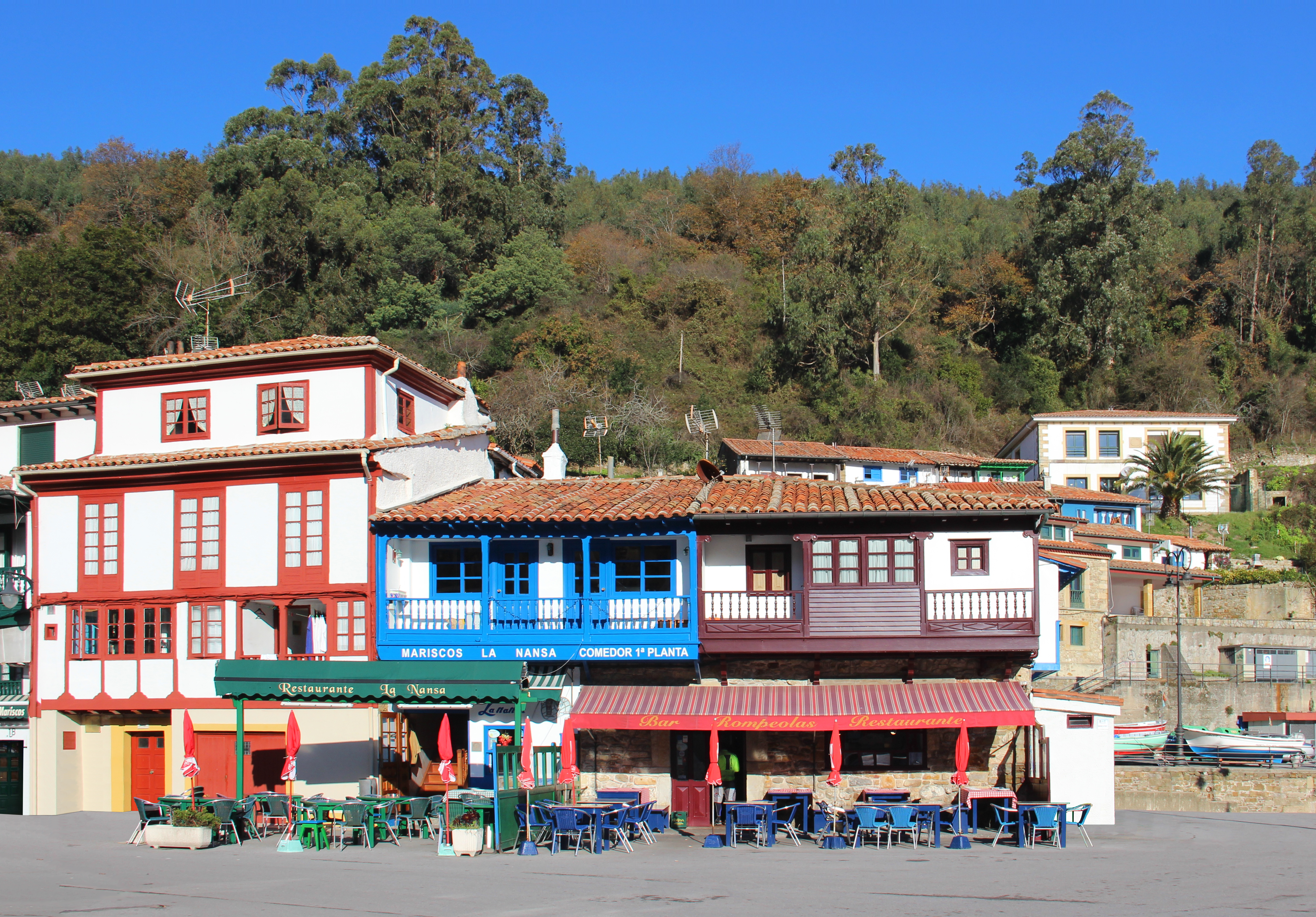
Tazones - Restaurants du port
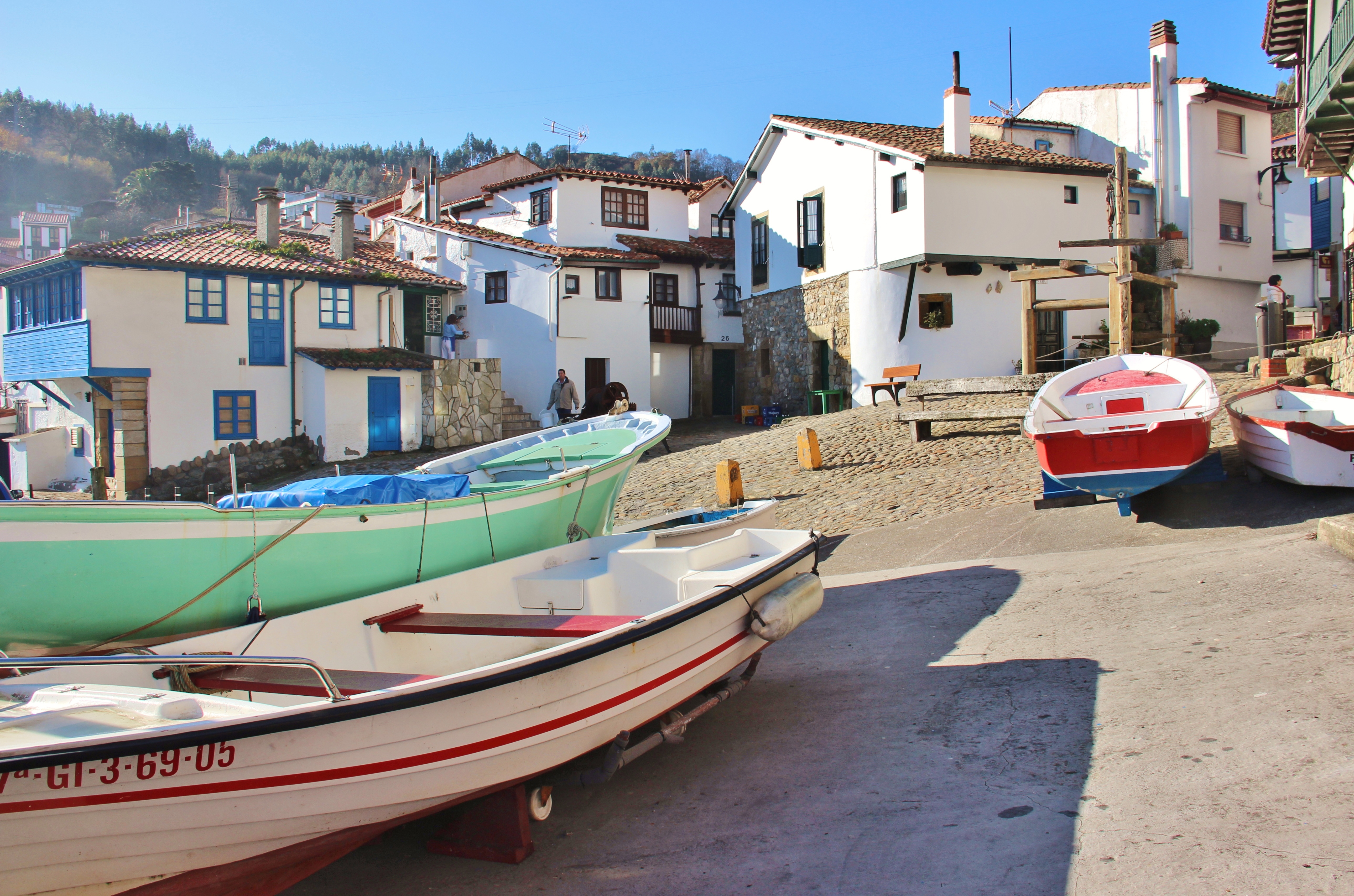
Tazones - Quartier de San Roque
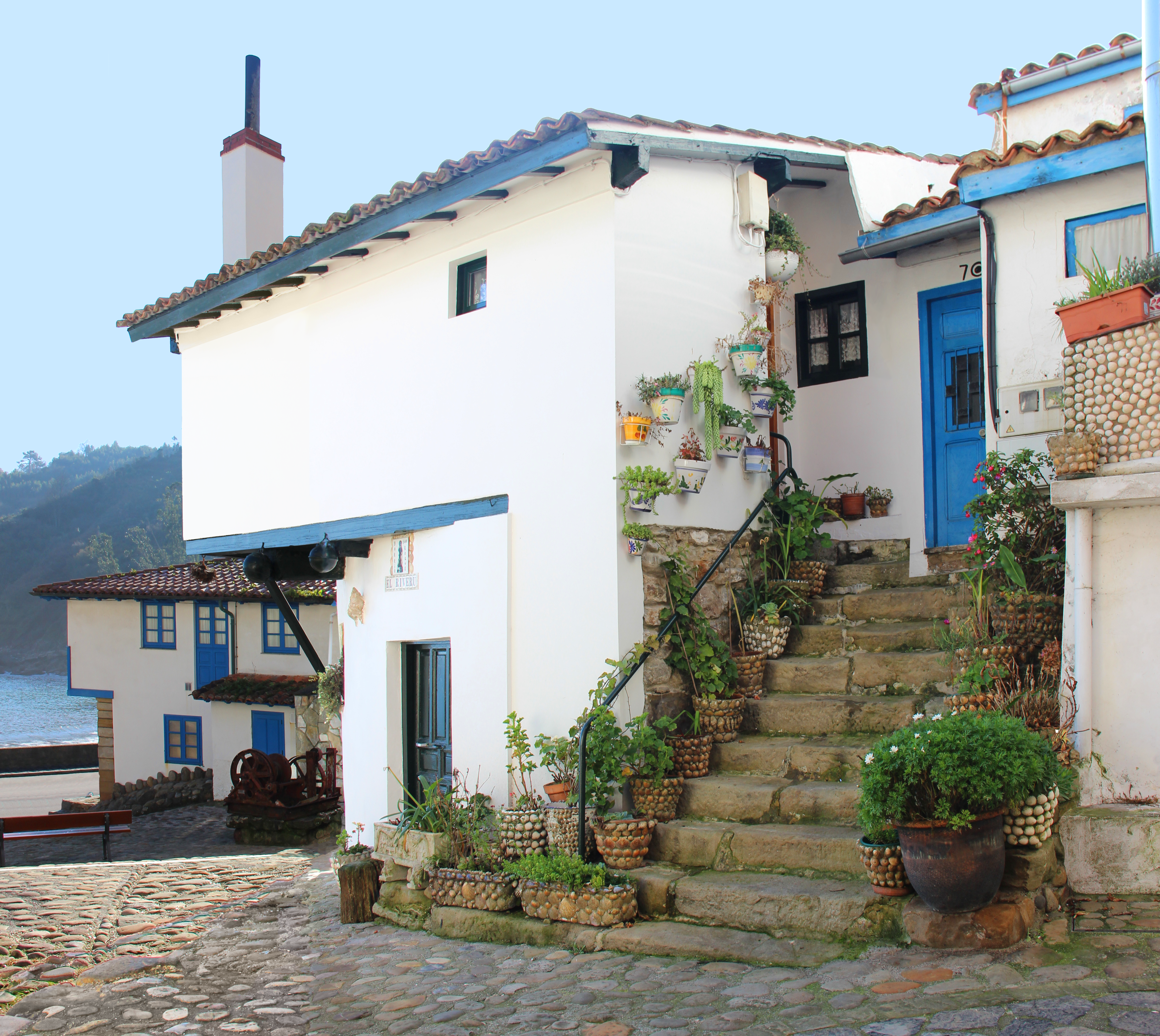
Tazones - Quartier de San Roque

### Casa de las Conchas

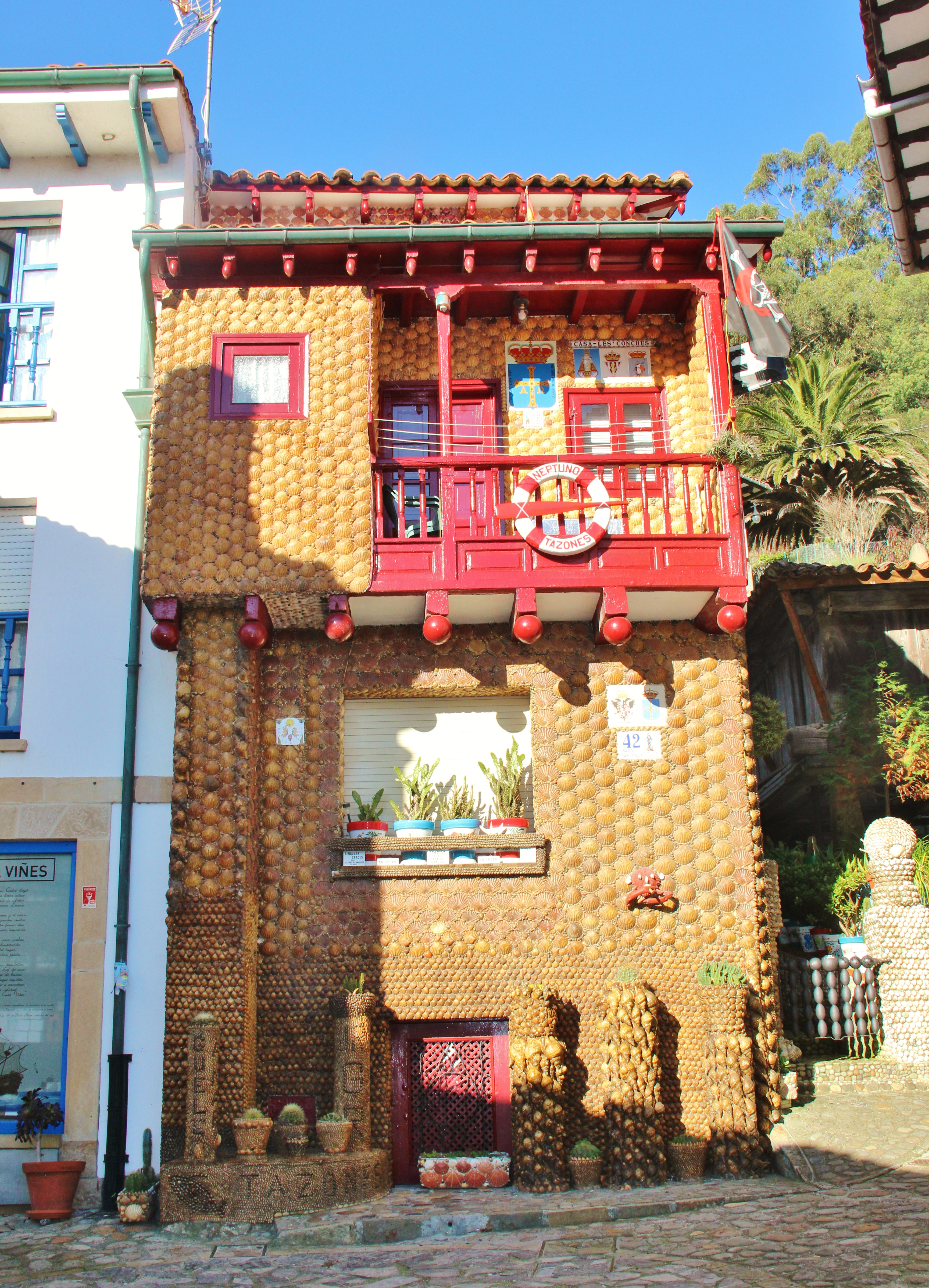
Tazones - Maison des Coquillages, façade

La Casa de las Conchas (Casa Les Conches en asturien, « La Maison des Coquillages ») est une maison appartenant à des particuliers, Amalia Rebollar et son fils José Ramón Gallego, située dans le quartier de San Roque, à quelques pas du centre de Tazones. Entièrement recouverte de coquillages (coquilles Saint-Jacques et bigorneaux) de toutes tailles, toutes formes et toutes couleurs, elle constitue un élément remarquable et très pittoresque du village, jusqu'à devenir, selon le journal El Comercio « la maison la plus photographiée de toutes les Asturies ».
José Ramón Gallego commence ses travaux en 1985 en décorant tout d'abord des pots de fleurs de la maison de ses parents avec des coquillages. Puis il décore peu à peu pendant 20 ans l'ensembre des façades en collant chaque coquillage avec du ciment puis de la silicone, le ramassage des crustacés se faisant sur la plage de Poniente près de Gijón ou sur la plage de la Cetárea. Par souci du détail, un câble électrique est soigneusement caché sous une rangée de coquillages. La maison est décorée de plusieurs détails plus ou moins cocasses, comme par exemple une araignée de mer rouge qui fume un cigare qu'il tient dans sa pince. Les coquillages servent de décoration, mais également de protection contre les intempéries à la manière des maisons de marins asturiennes et galiciennes couvertes de carrelages colorés, car José Ramón Gallego les recouvre tous les 2 ou 3 ans d'un vernis protecteur contre le salpêtre. Il explique qu'il doit parfois également effectuer des réparations car certains touristes cherchent à arracher des coquillages pour les emporter comme souvenirs de visites.

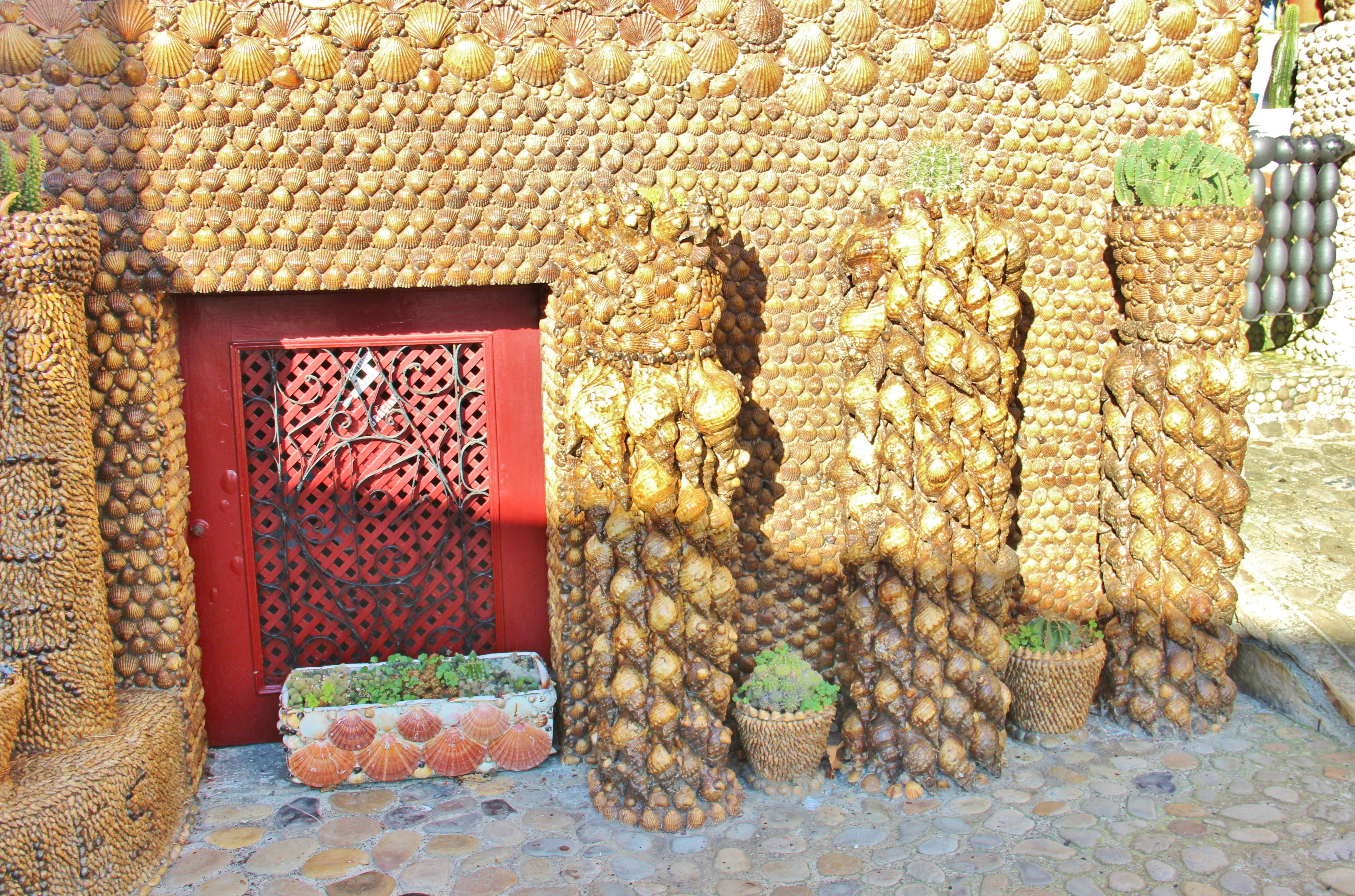
Tazones - Maison des Coquillages, détail
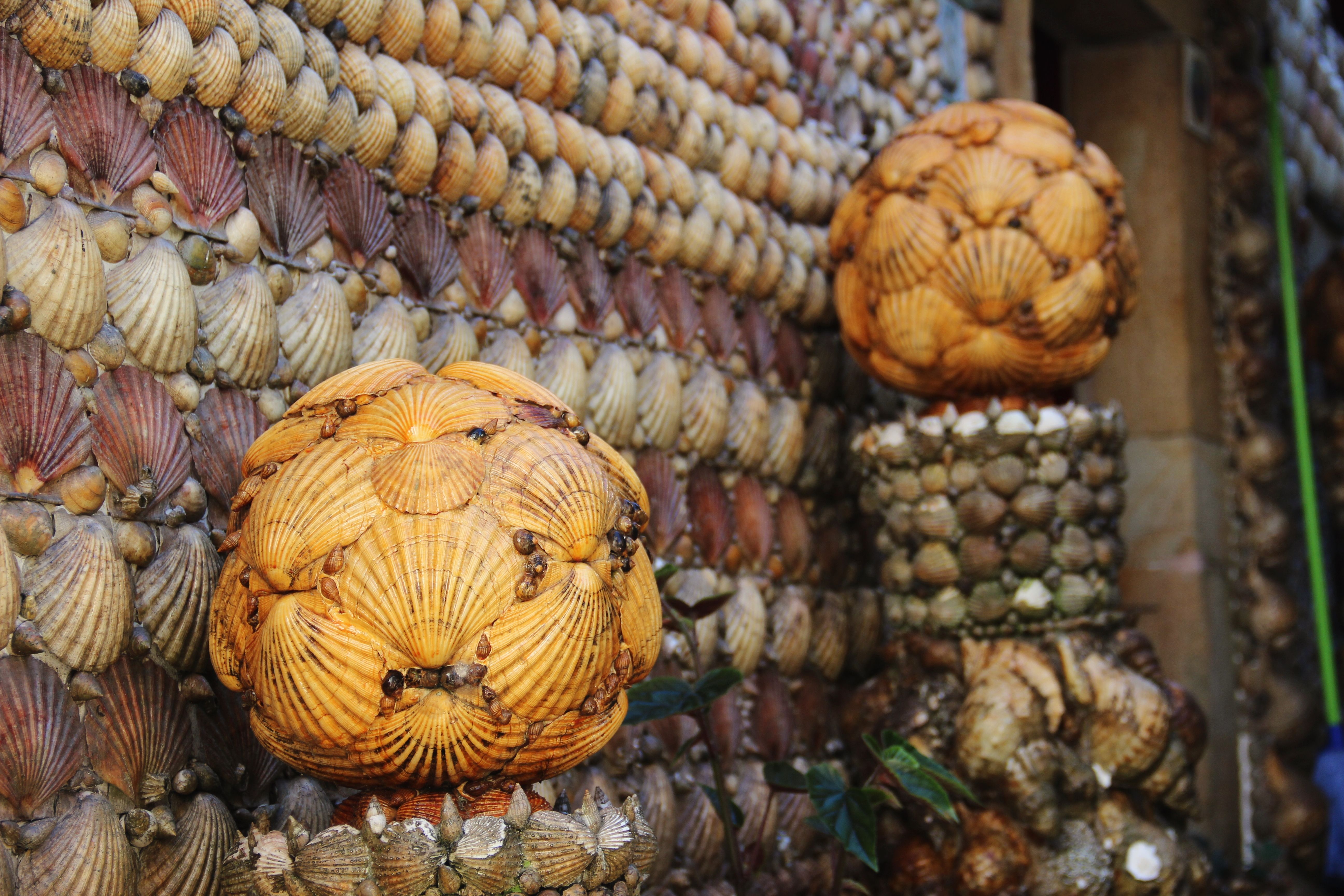
Tazones - Maison des Coquillages, détail
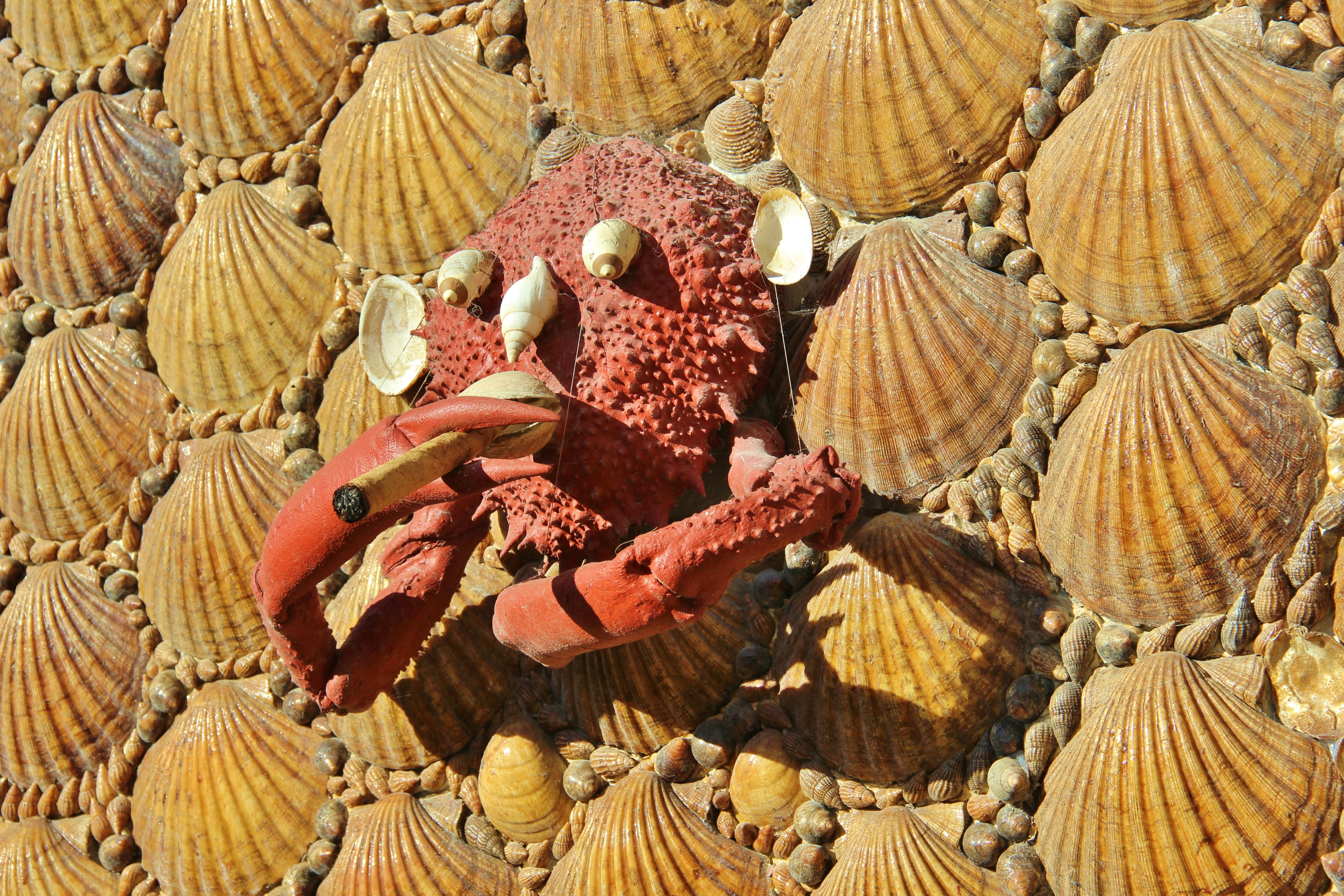
Tazones - Maison des Coquillages - L'araignée de mer qui fume

### Église de San Miguel

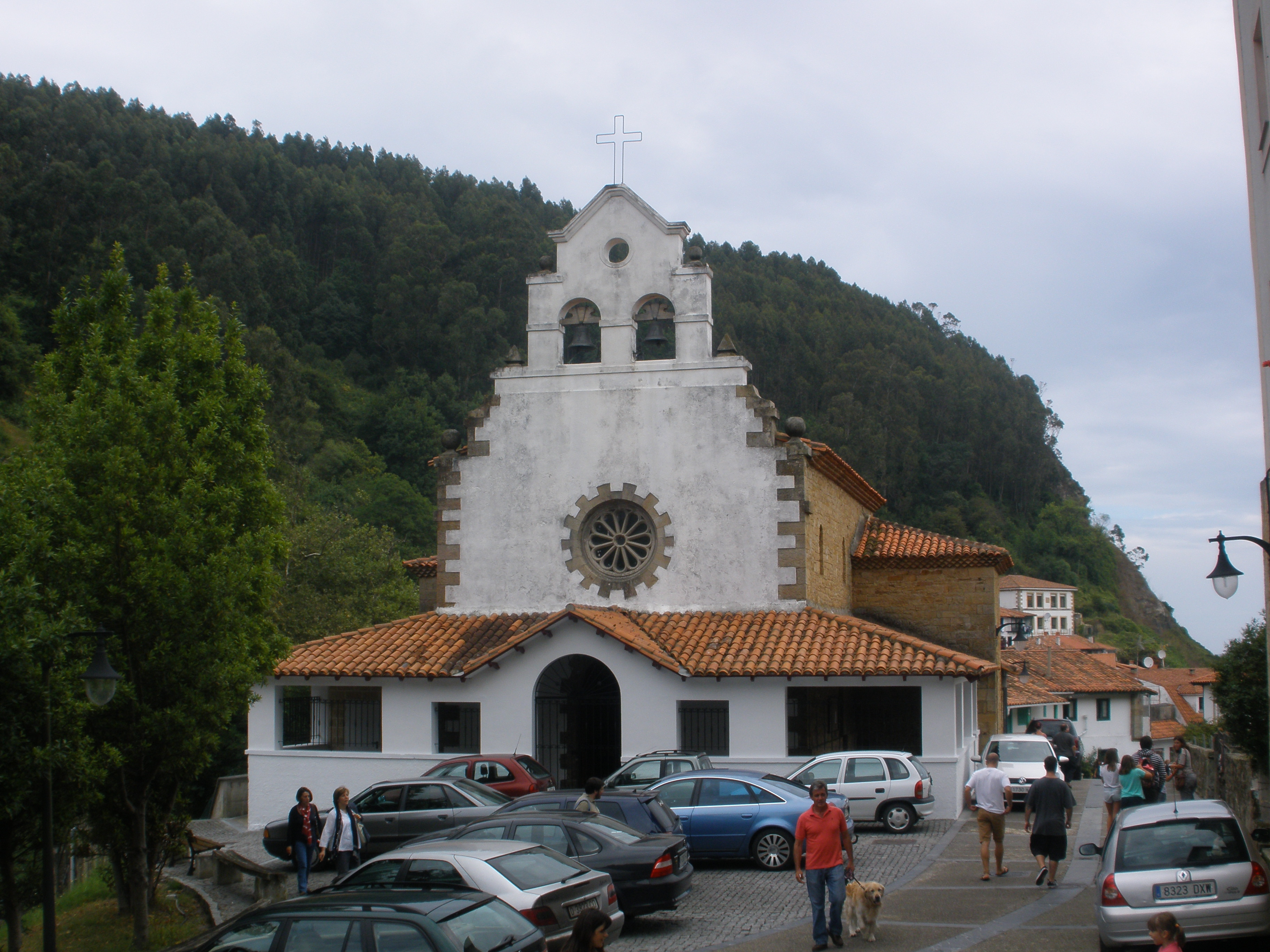
Église de San Miguel

L'église paroissiale de Tazones se situe dans le quartier de San Miguel et a été construite en 1950. L'église d'origine, alors située dans le quartier de San Roque, a été brûlée en 1936 pendant la guerre civile espagnole. L'image du Niño Manolín qui se trouve dans l'église actuelle est la plus ancienne, car elle est, avec un crucifix, le seul vestige sauvé du premier édifice. Les autres éléments intérieurss ont été acquis pour l'inauguration de 1950, parmi lesquelles les images de San Roque (Saint Roch), la Virgen de Covadonga (la Vierge de Covadonga), el Sagrado Corazón (le Sacré Cœur), et San Antonio y los dos ángeles de la Virgen del Rosario (Saint Antoine et les deux anges de la Vierge du Rosaire).

### Le phare de Tazones

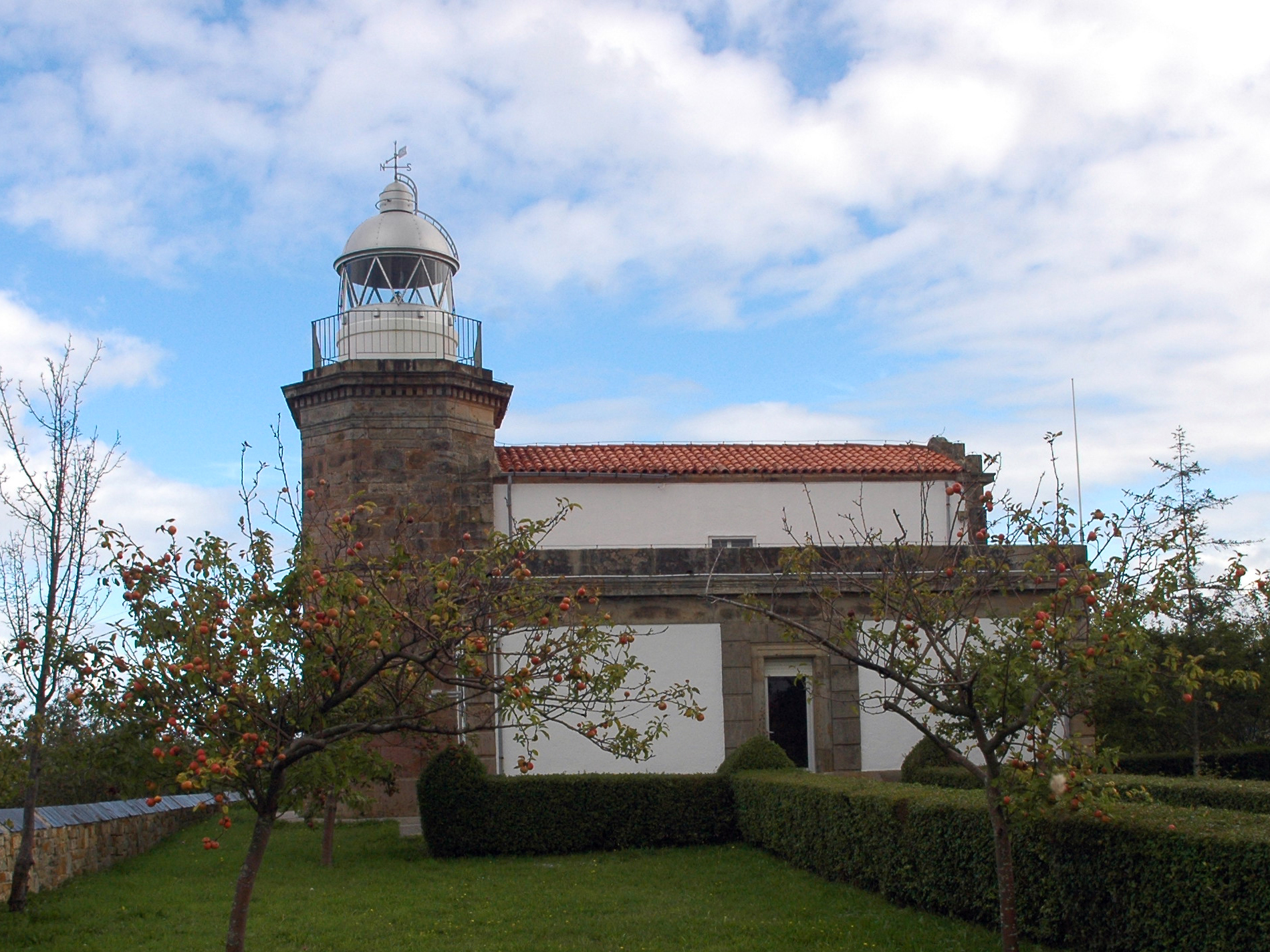
Faro de Tazones

#### Situation
Le phare de Tazones est situé dans la localité de Villar appartenant à la paroisse civile de Tazones, sur la commune de Villaviciosa. Il se situe à la Punta del Olivo (Pointe de l'Olivier) également appelé Punta de las Ariceras, à une altitude de 127 mètres.

#### Historique
En fonctionnement depuis 1864, c'est un des phares les mieux conservés et entretenus du littoral asturien. Il a été électrifié en 1928, la lampe a été installée en 1945 et la sirène en 1953.

#### Caractéristiques
Le bâtiment, d'une hauteur de 11 mètres, est placé dans un terrain de 2 000 mètres carrés, clos par des murs de pierres plates en ardoises sur la partie supérieure. Sa portée est de 20 miles marins et ses coordonnées sont 43° 32′ 57″ nord et 5° 23′ 53″ ouest.
Le bâtiment, construit en pierres en grès, comprend deux étages, l'étage inférieur de 150 mètros carrés et l'étage supérieur de 50 mètres carrés. La tour octogonale qui contient la lampe, adossée à la façade nord de l'édifice principal et construite en pierres de taille rectangulaires aux angles chanfreinés, comporte à l'intérieur une large galerie vitrée qui occupe la partie inférieure de la face nord, au-dessus de laquelle apparaît une plaque commémorative avec l'inscription « Faro de Villaviciosa. Año de 1864 » (Phare de Villaviviosa. Année 1864). À l'intérieur se trouve un escalier en colimaçon en fer, couleur gris métallisé de 37 marches qui accède à la lampe, protégée par une coupole opaque terminée par un paratonnerre et une girouette. Les façades de l'édifice sont de couleur blanche et la toiture est recouverte de tuiles romaines de couleur rouge.

Le phare et la campagne environnante
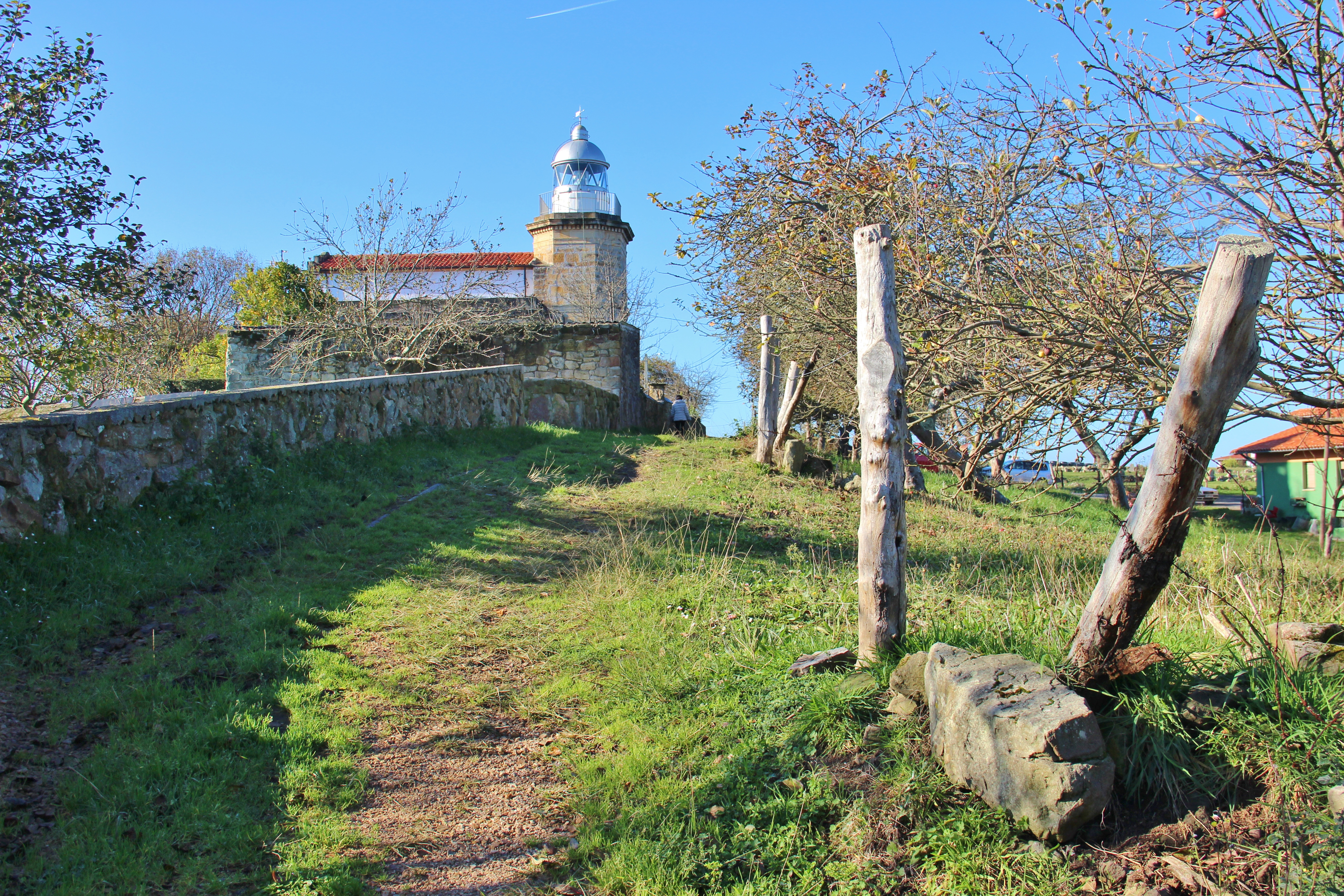
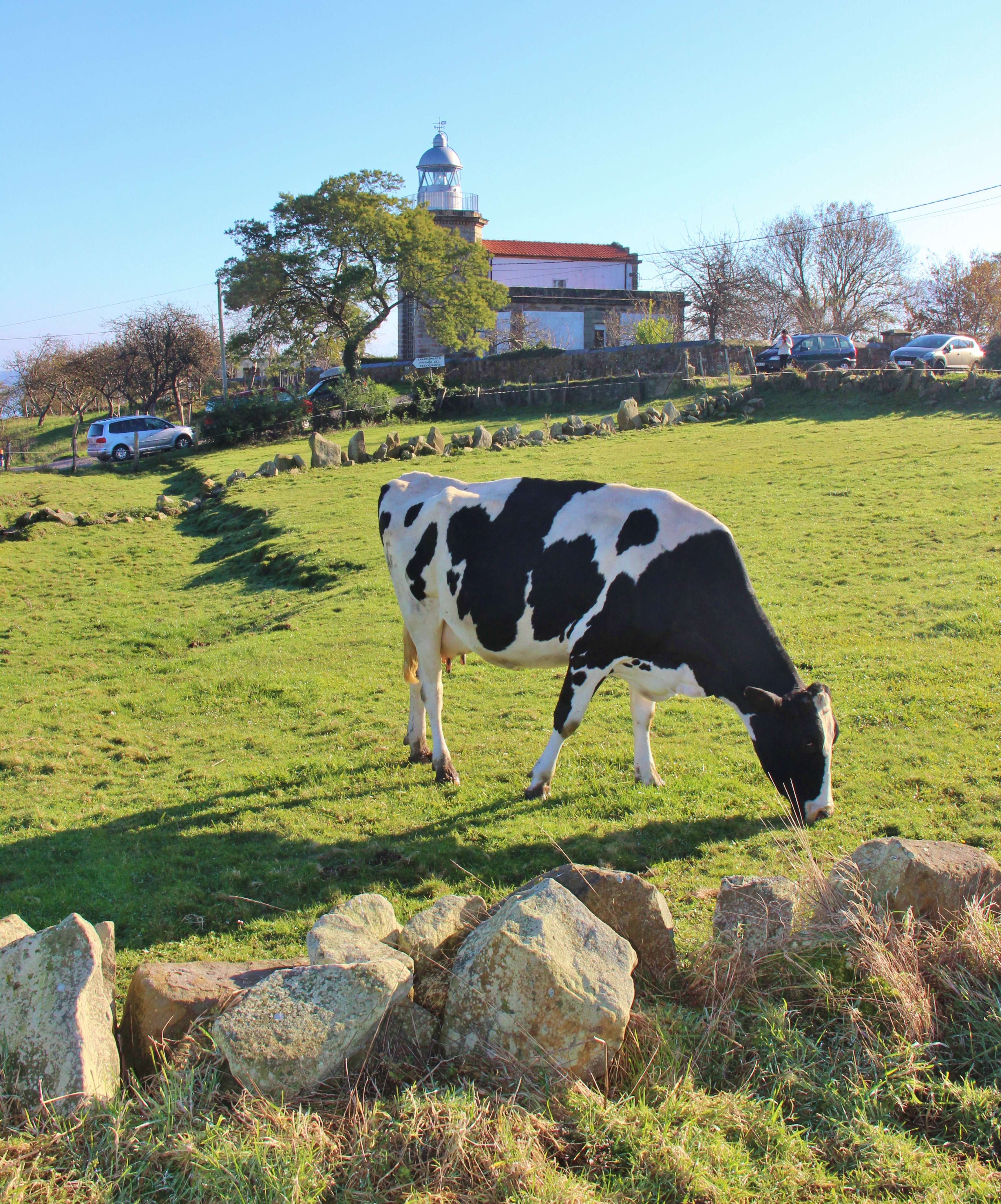

## Économie

### Le port de pêche
Tazones est un des 18 ports de pêche des Asturies qui appartient à la troisième capitainerie de Lastres (es), dans lequel accostent de petites embarcations dédiées à la pêche en zone démersale et où se trouve un marché au poisson.

### Tourisme et gastronomie
Tazones est connu pour l'attrait visuel de ses maisons et de ses ruelles typiquement asturiennes, et est également célèbre pour ses fruits de mer que l'on trouve au menu des nombreux restaurants du village : araignée de mer, langouste, étrille, pousse-pied, palourde, patelle et couteau.

Gastronomie : les fruits de mer
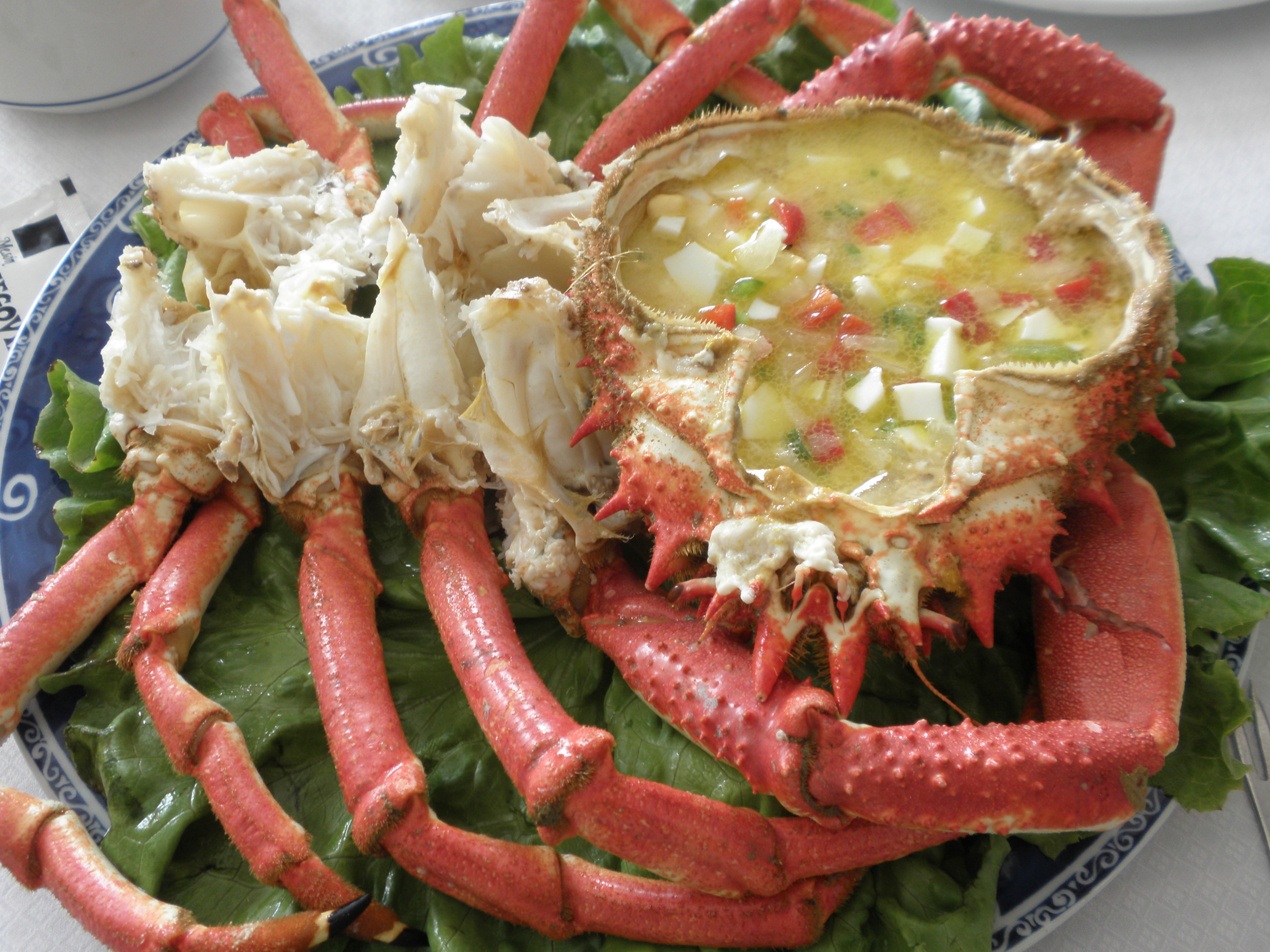
Araignée de mer (centollo)
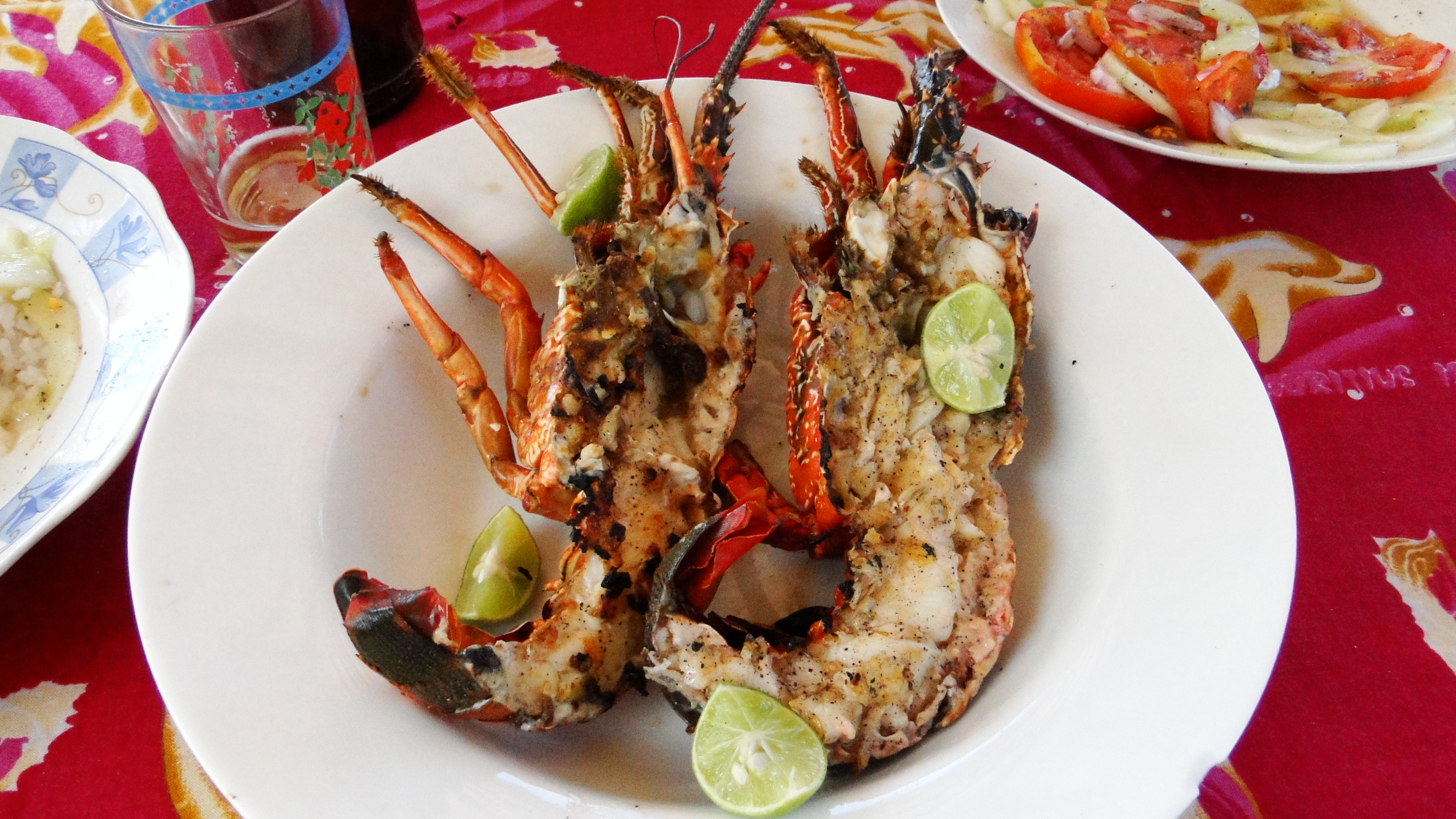
Langouste (langosta)
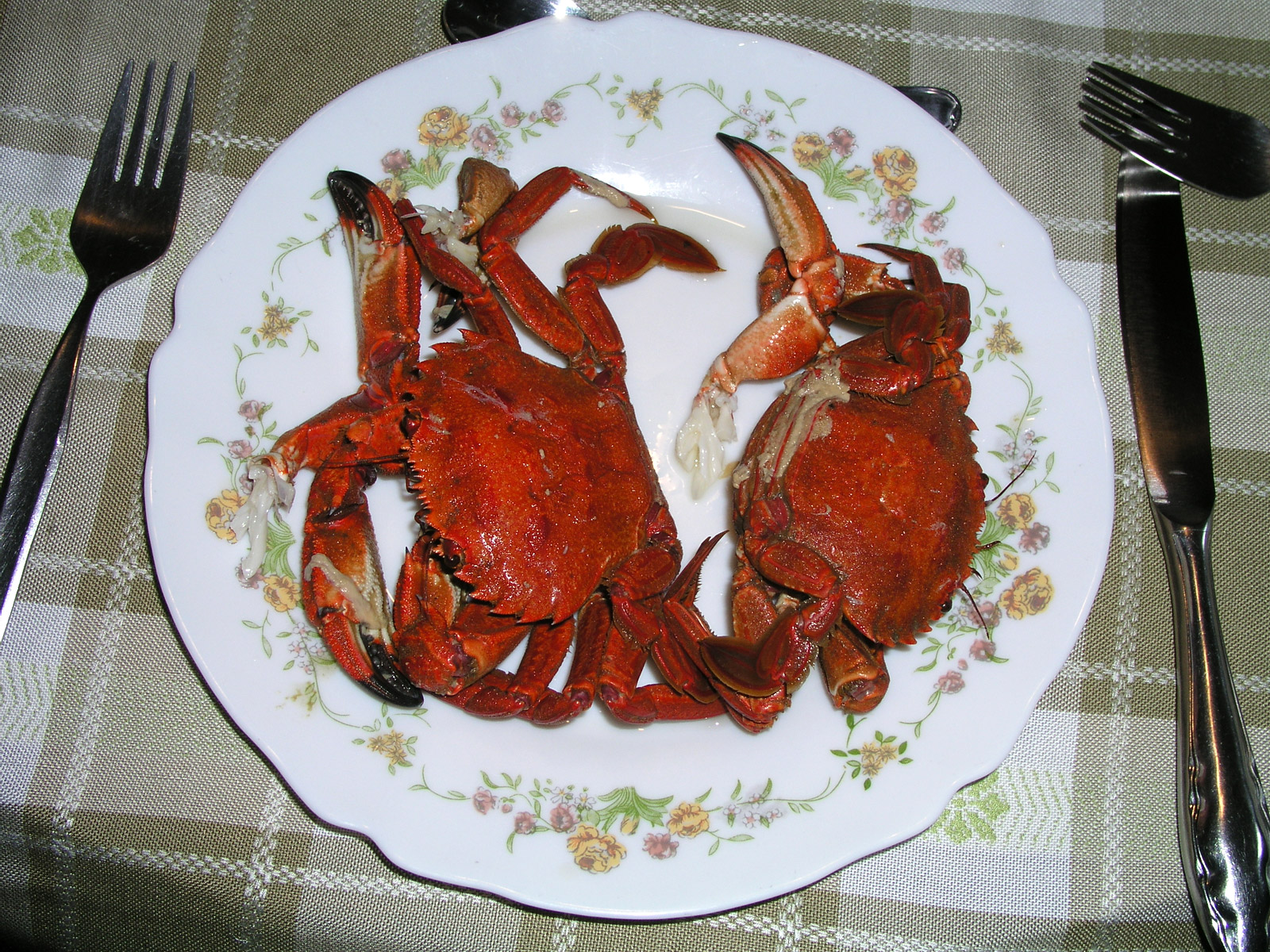
Étrilles (nécoras)

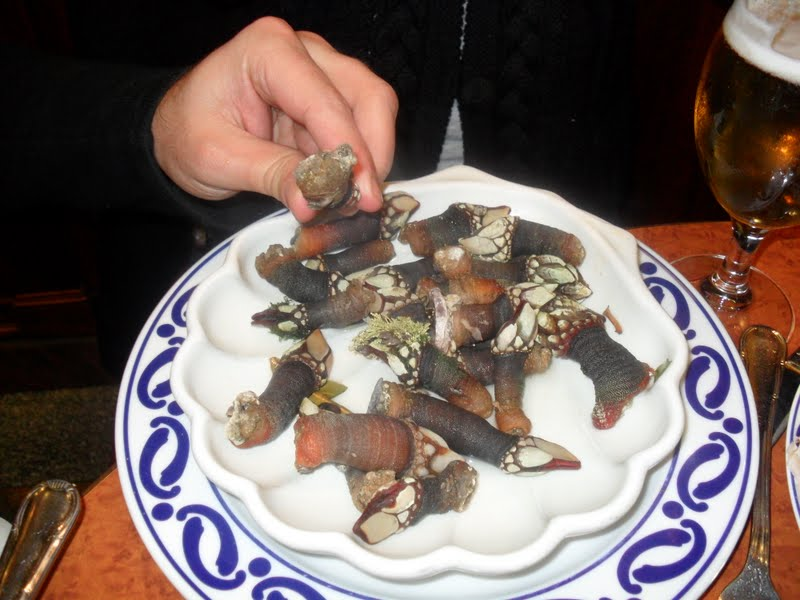
Pousse-pieds (percebes)
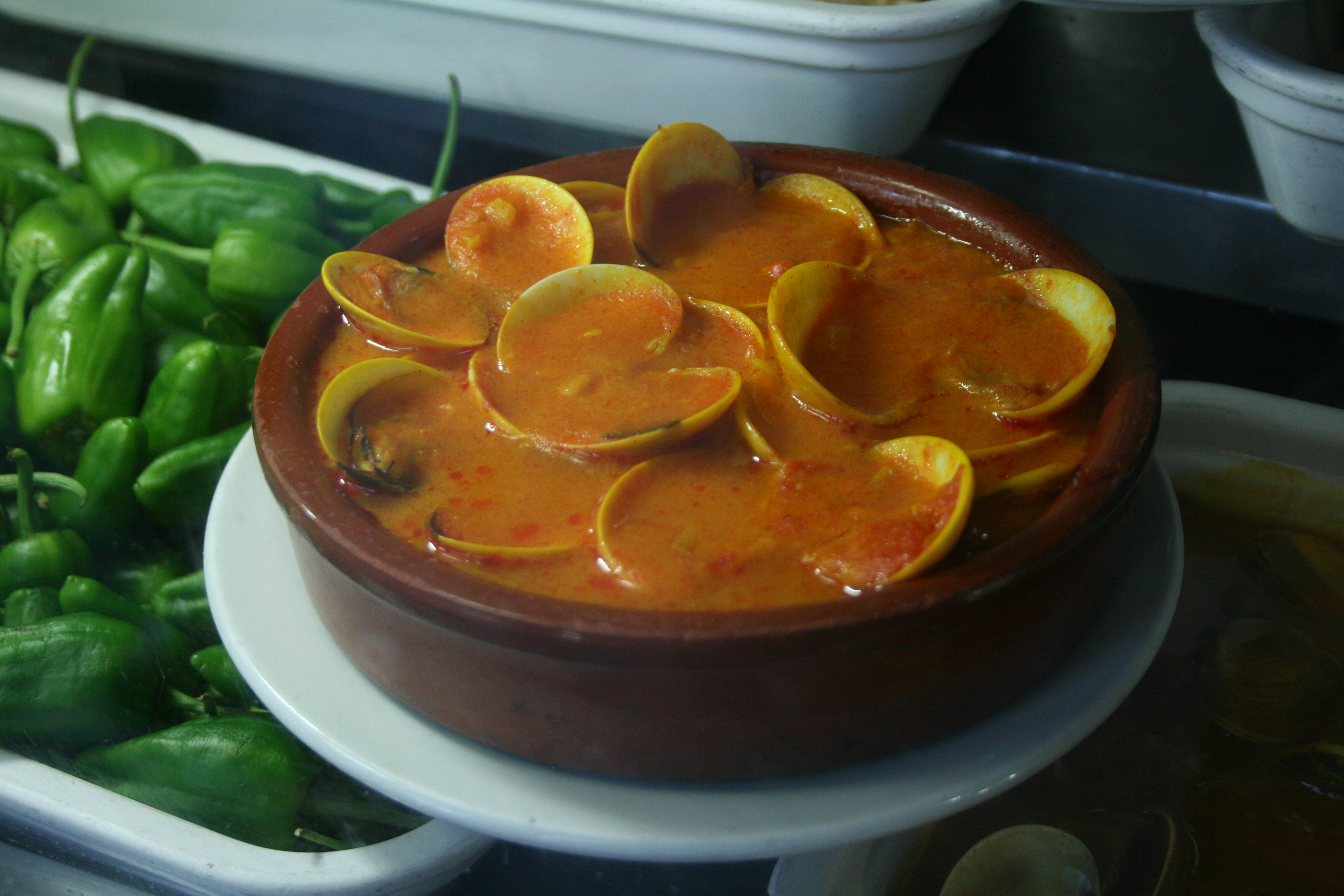
Palourdes (almejas)
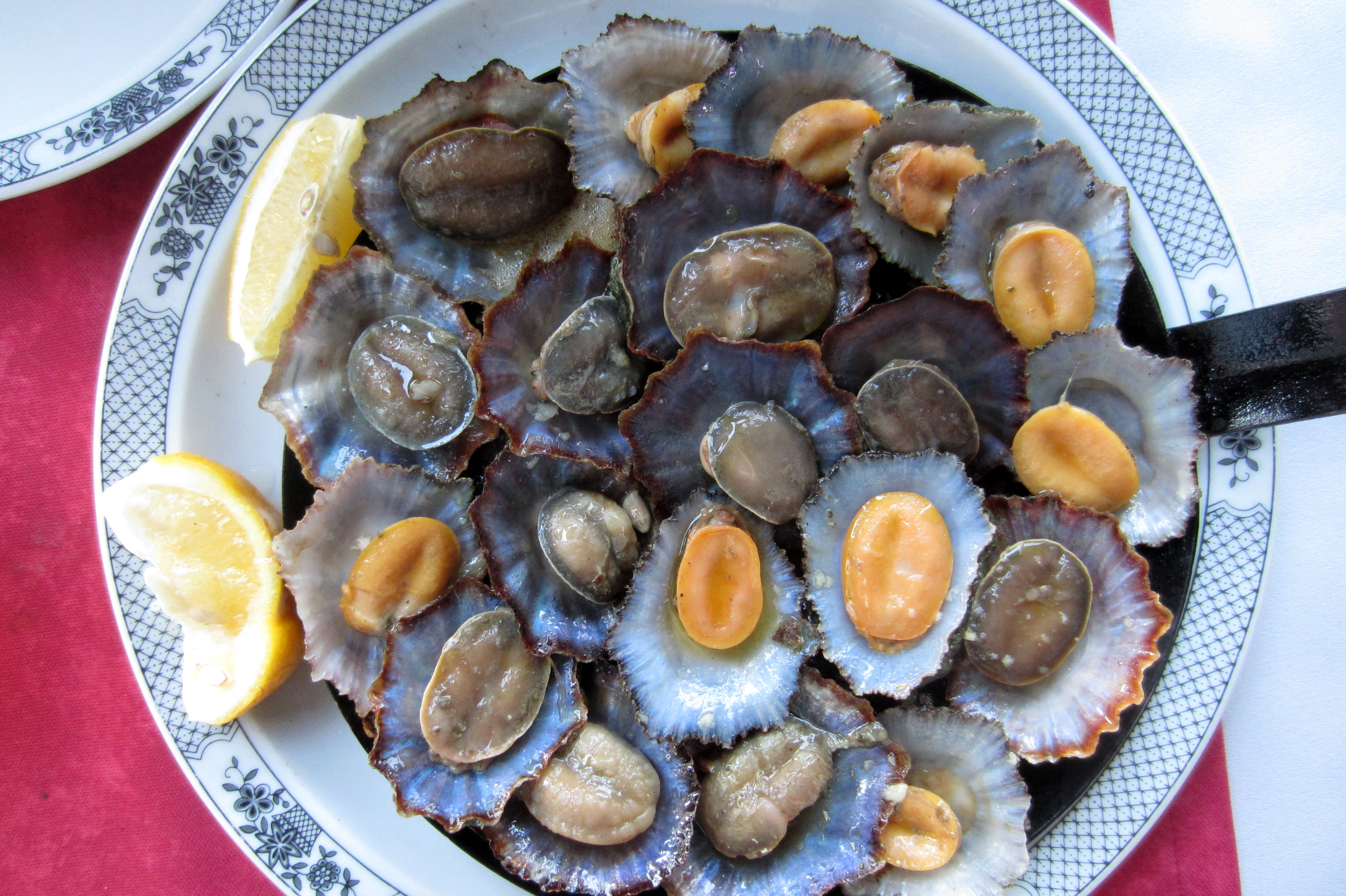
Patelles (lapas)
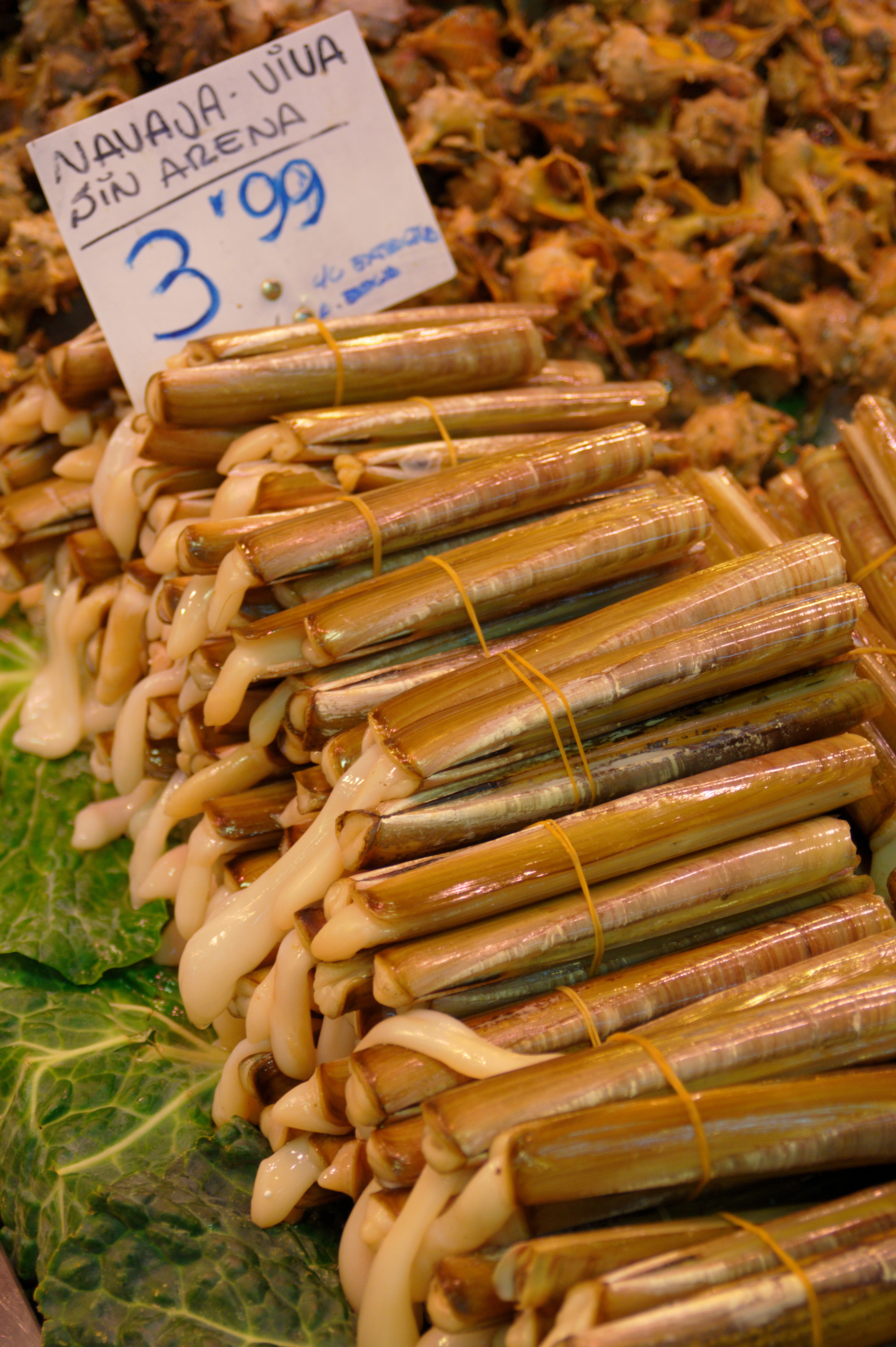
Couteaux (navajas)

## Télévision
En 2016, Tazones et Villaviciosa, en plus de Lastres (es) sur la commune de Colunga et le Cabo de Peñas (cap de Peñas) sur la commune de Gozón, ont servi de décor à un spot de télévision de la loterie de Noël de cette année créé par l'agence Leo Burnett, qui a employé des habitants de la zone comme figurants.

## Jumelages
Glomel (France)